# Vallée de la Voueize à l'amont de Chambon
Le site vallée de la Voueize à l'amont de Chambon est une zone naturelle d'intérêt écologique, faunistique et floristique (ZNIEFF) française du département de la Creuse, en région Nouvelle-Aquitaine.

## Situation
Dans le quart nord-est du département de la Creuse, le site « vallée de la Voueize à l'amont de Chambon » est une zone naturelle d'intérêt écologique, faunistique et floristique (ZNIEFF), qui s'étend sur le territoire de cinq communes : Lussat (72 %), Chambon-sur-Voueize (17 %), Lépaud (8 %), Bord-Saint-Georges (3 %) et de façon insignifiante Gouzon (moins d'un hectare).
À l'est et au nord du petit bourg de Lussat, ainsi que le long de la vallée de la Voueize depuis la route nationale 145, jusqu’à l'amont immédiat du bourg de Chambon-sur-Voueize, entre 330 et 410 mètres d'altitude, la zone est composée de plaines, de prairies inondables et des gorges de la Voueize. Elle inclut entièrement le territoire de la ZNIEFF de type 1 : les « prairies et mares de la Voueize à Lussat » 

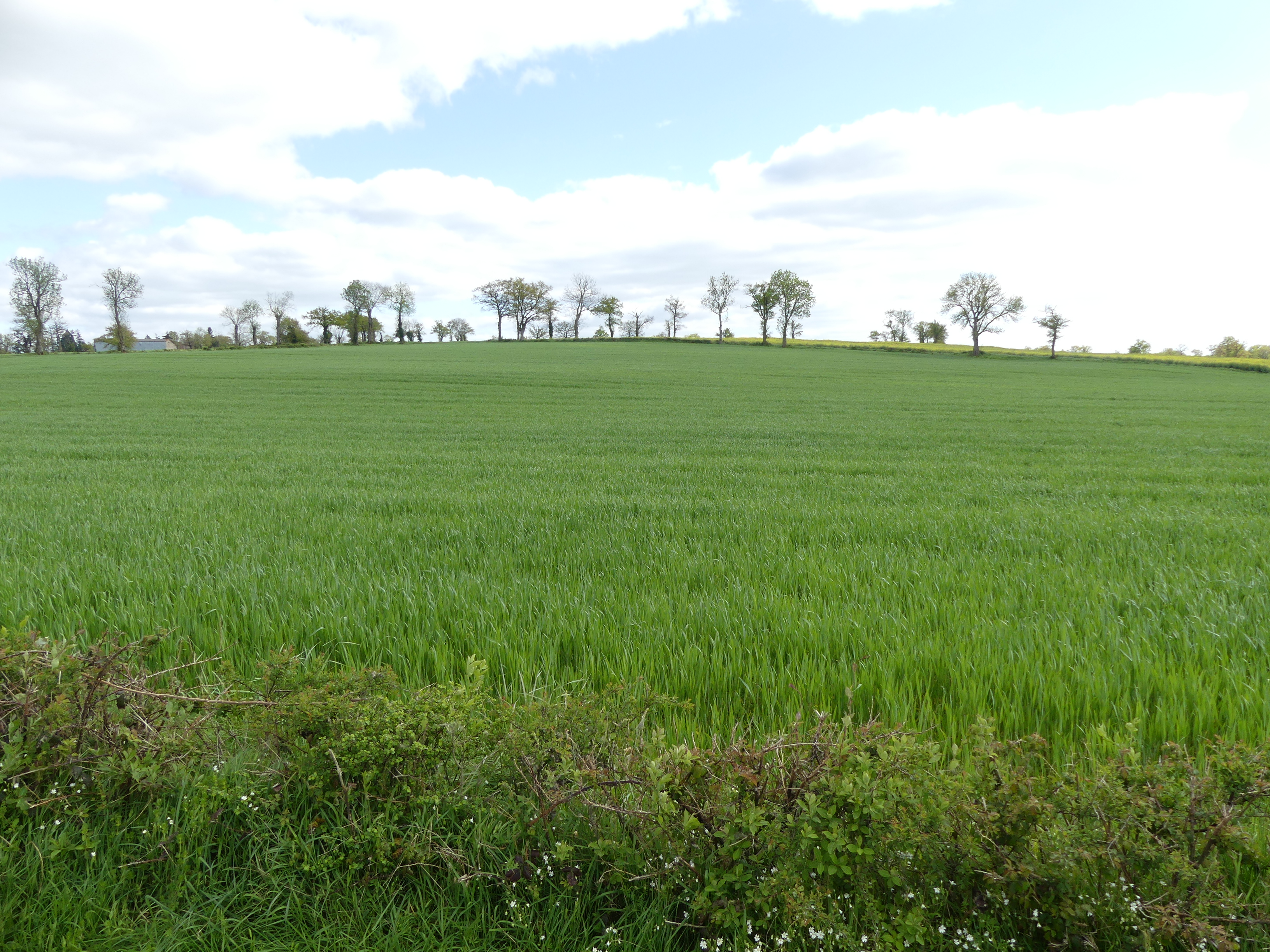
Paysage au niveau du ruisseau de la Viergne, au nord de la route départementale 915, à Chambon-sur-Voueize.
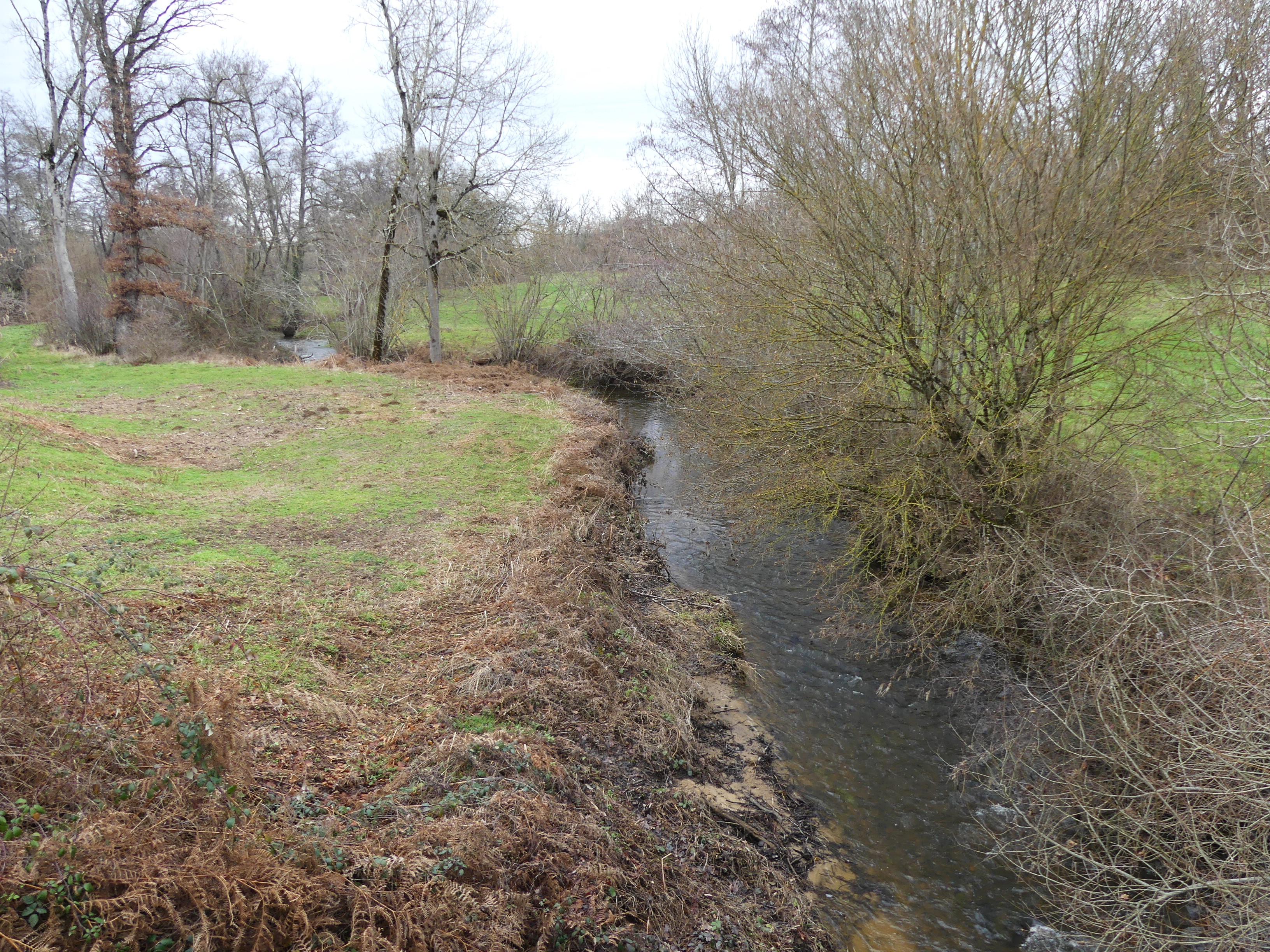
La Verneigette à Lussat, au pont de la route départementale 55.
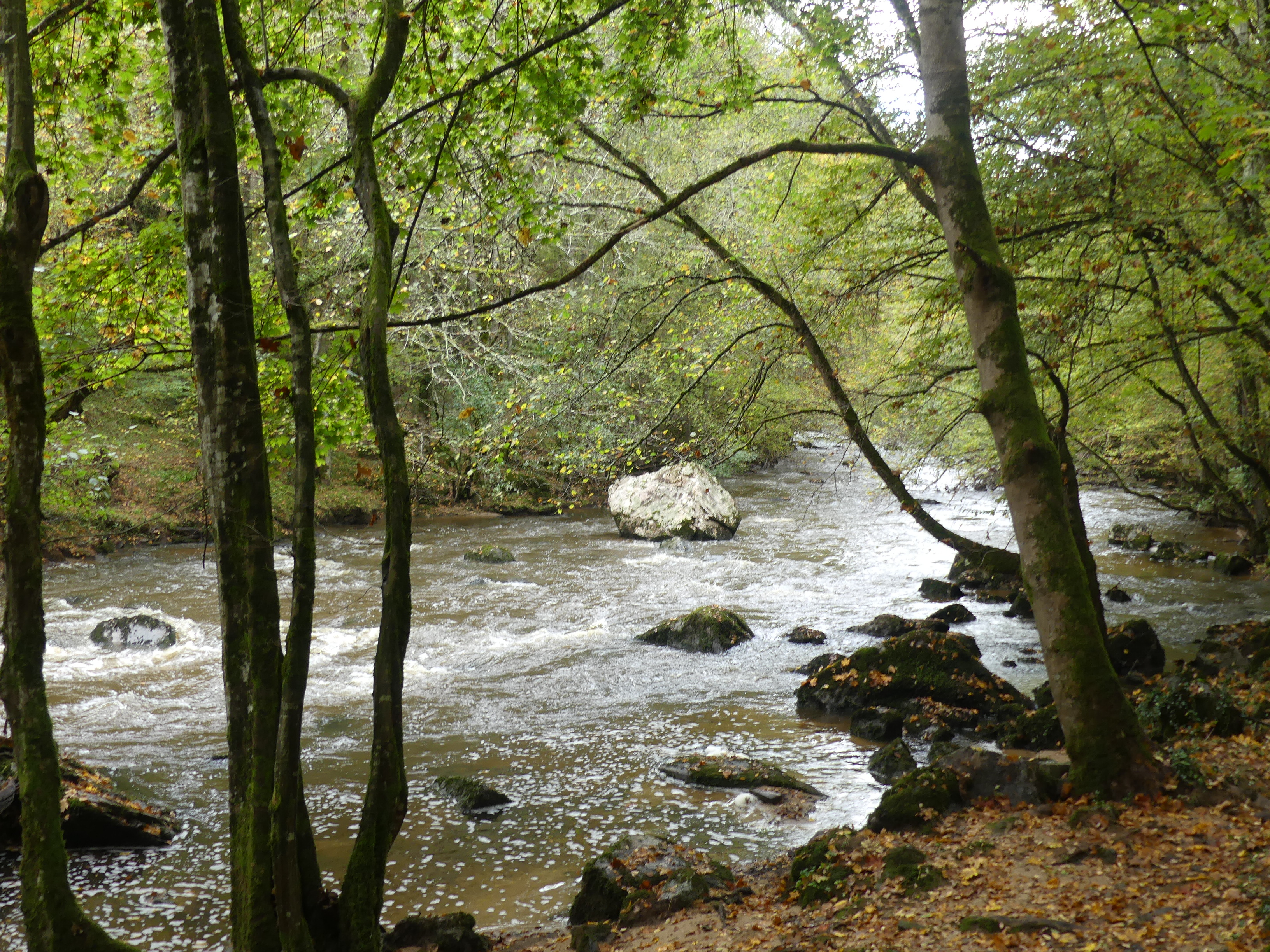
Les gorges de la Voueize au nord de Chambon-sur-Voueize.
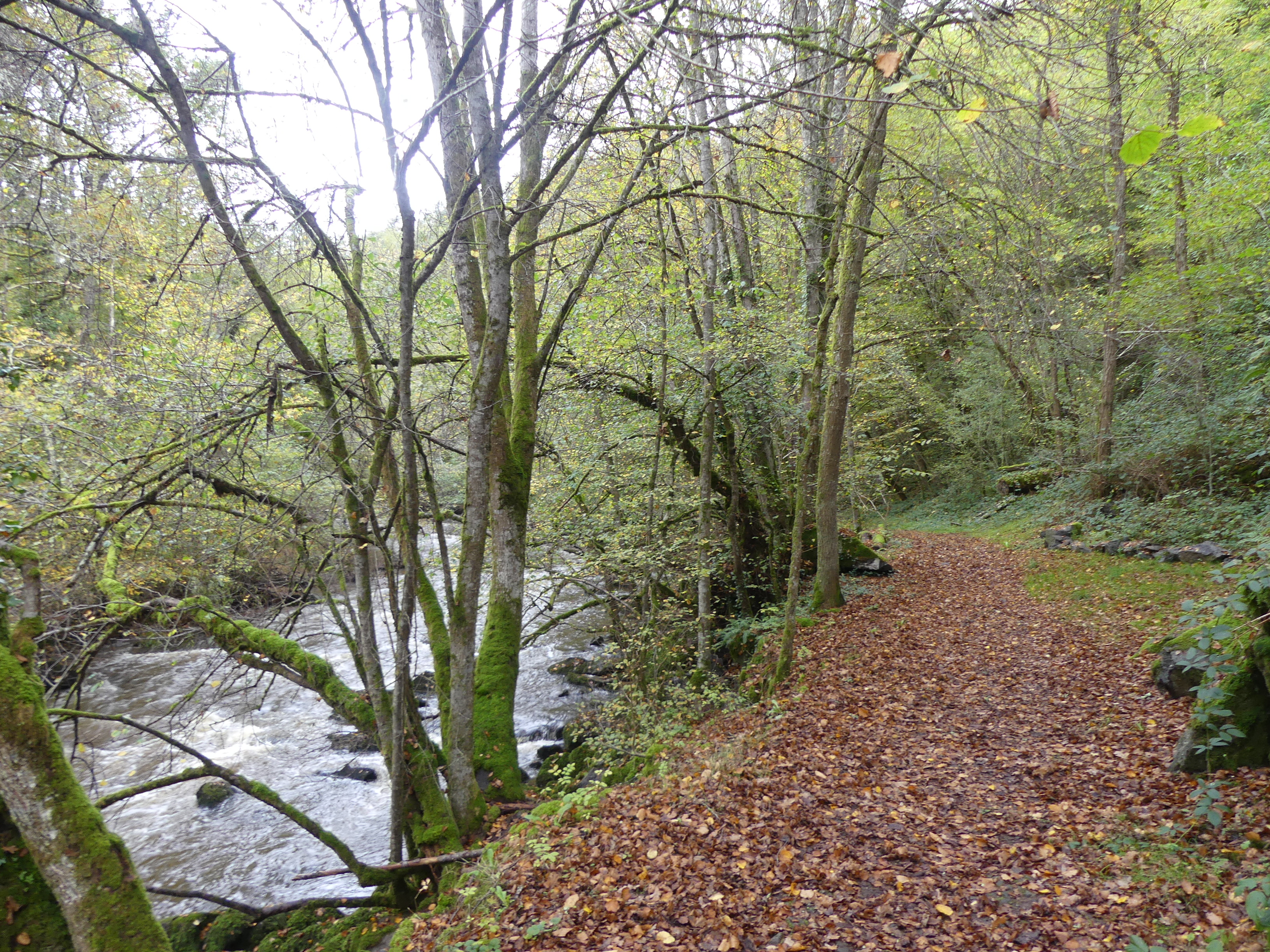
Sentier le long de la Voueize au nord de Chambon-sur-Voueize.
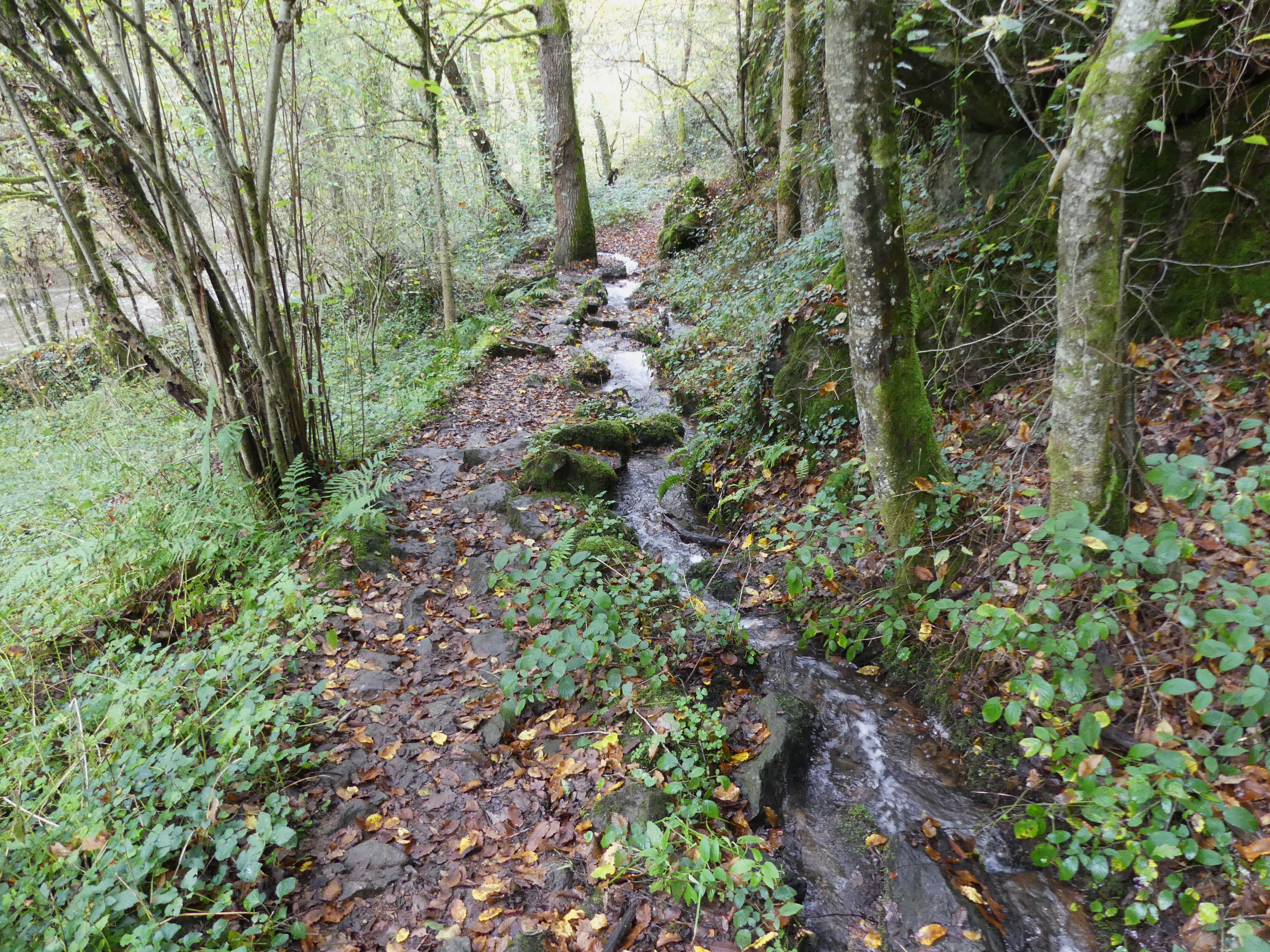
Petit ruisseau affluent de la Voueize le long du sentier qui la longe, au nord de Chambon-sur-Voueize.

## Description
Le site « vallée de la Voueize à l'amont de Chambon » est une zone naturelle d'intérêt écologique, faunistique et floristique (ZNIEFF) — un espace naturel inventorié en raison de son caractère remarquable — de type 2, c'est-à-dire que c'est un grand ensemble naturel riche, ou peu modifié, qui offre des potentialités biologiques importantes.
Des recensements y ont été effectués aux niveaux faunistique et floristique, notamment en 1995, 2000, 2005, 2007 et 2011.

## Habitats
Cinq habitats déterminants sont présents sur le site : les chênaies-charmaies, les communautés à Reine des prés, les lits des rivières, les prairies humides eutrophes et la végétation des falaises continentales siliceuses.
Quatre autres habitats — non déterminants — en font également partie : les bordures de Calamagrostis des eaux courantes, les chênaies acidiphiles, les jonchaies hautes et les pâtures mésophiles.
En périphérie de la ZNIEFF se trouvent des cultures avec marges de végétation spontanée et des villages.

### Autres habitats de la ZNIEFF detype 1
Le périmètre de la ZNIEFF « vallée de la Voueize à l'amont de Chambon » englobe intégralement celui de la ZNIEFF de type 1 : « prairies et mares de la Voueize à Lussat ».
De ce fait, trois autres habitats sont présents sur la zone si l'on y ajoute celles recensées sur cette ZNIEFF de type 1 : les prairies à Jonc acutiflore, les prairies humides atlantiques et subatlantiques et les voiles des cours d'eau.

## Faune

### Espèces animales déterminantes
Sept espèces déterminantes d'animaux ont été répertoriées sur cette ZNIEFF :
- un amphibien, le Triton crêté (Triturus cristatus) ;
- quatre oiseaux de 2000 à 2011 : la Bergeronnette printanière (Motacilla flava), le Bruant proyer (Emberiza calandra), le Cincle plongeur (Cinclus cinclus) et le Harle piette (Mergellus albellus) ;
- deux poissons : la Bouvière (Rhodeus amarus) et la Loche franche (Barbatula barbatula).

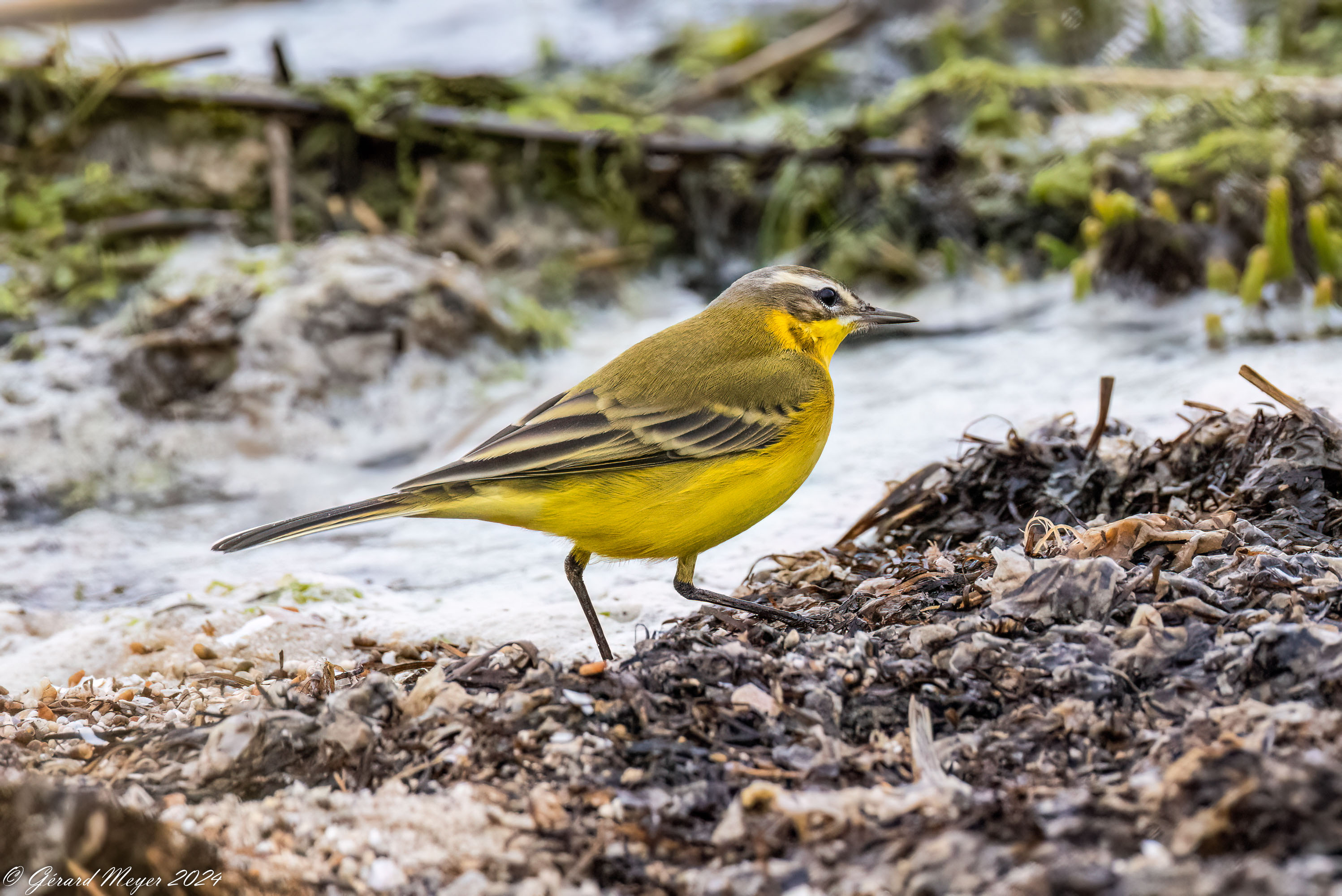
Bergeronnette printanière.
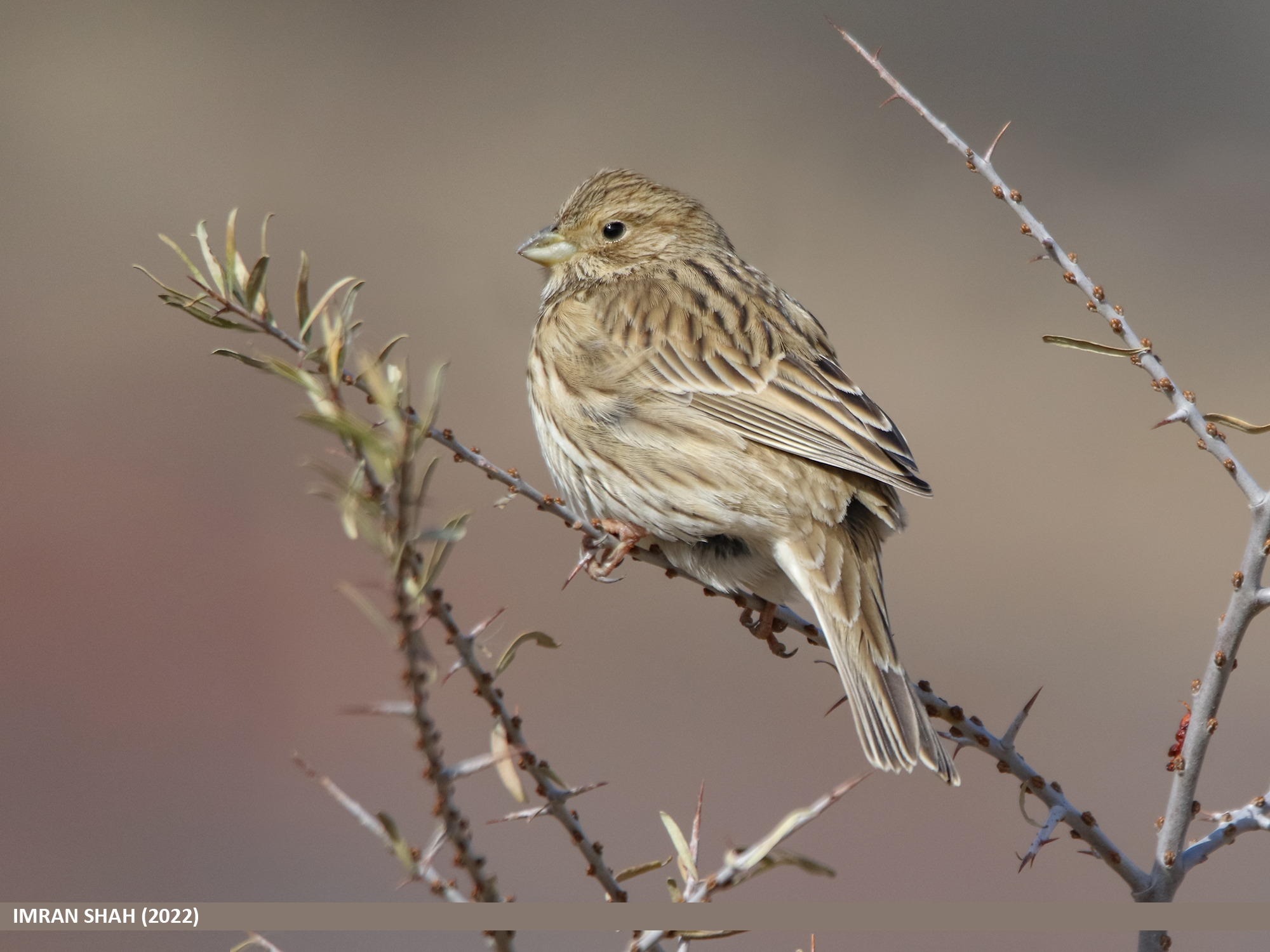
Bruant proyer.
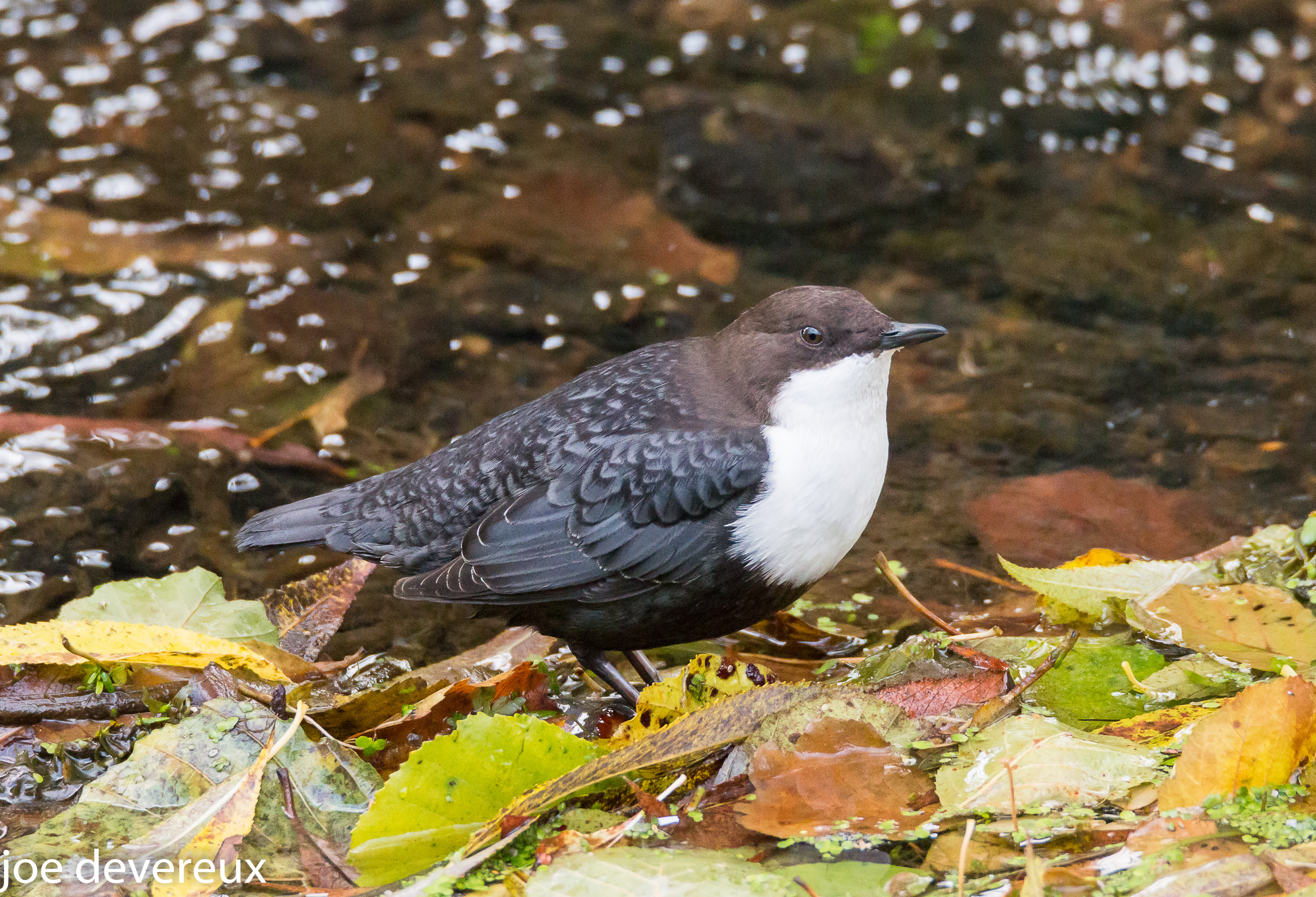
Cincle plongeur.
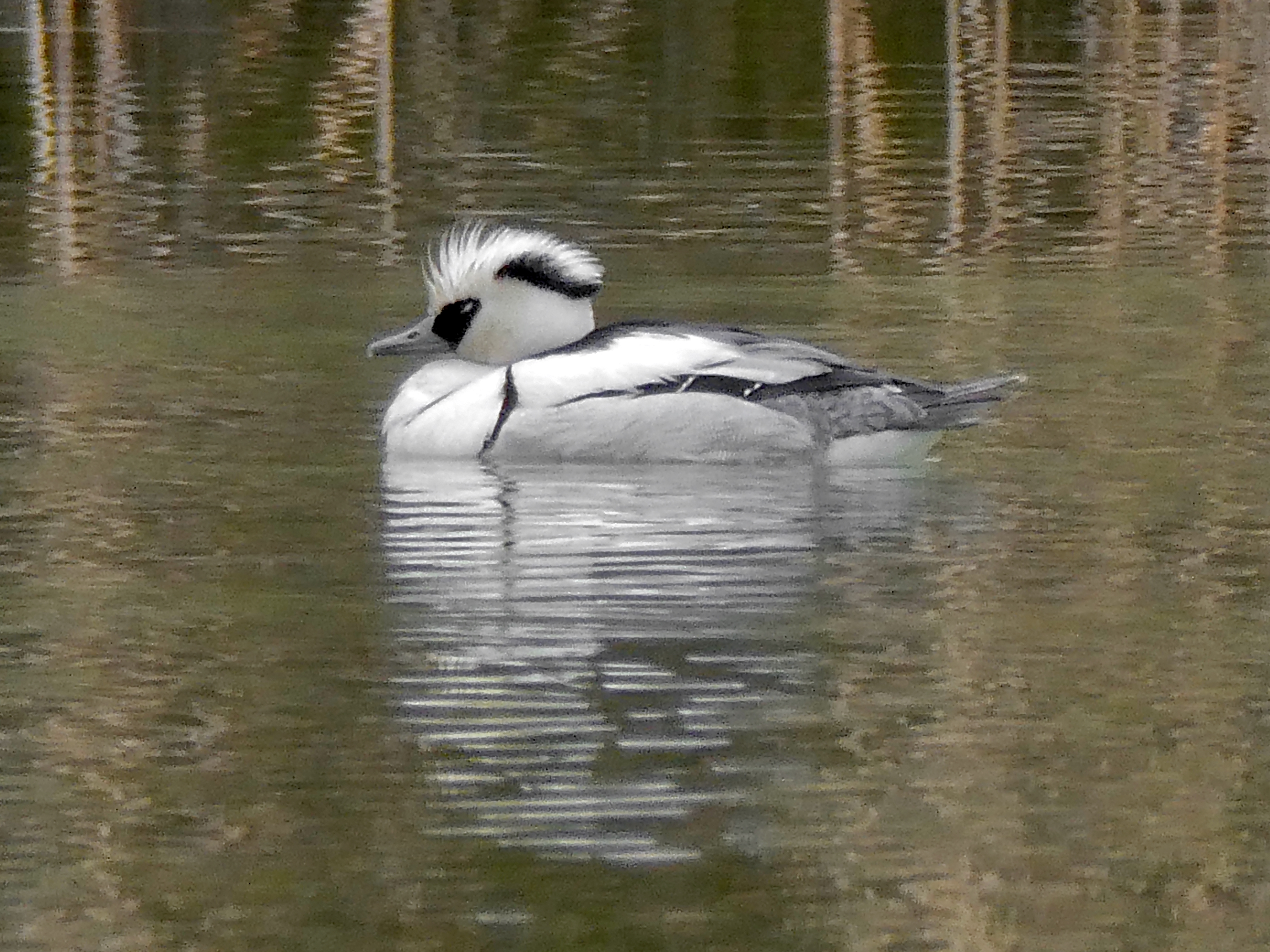
Mâle de Harle piette.
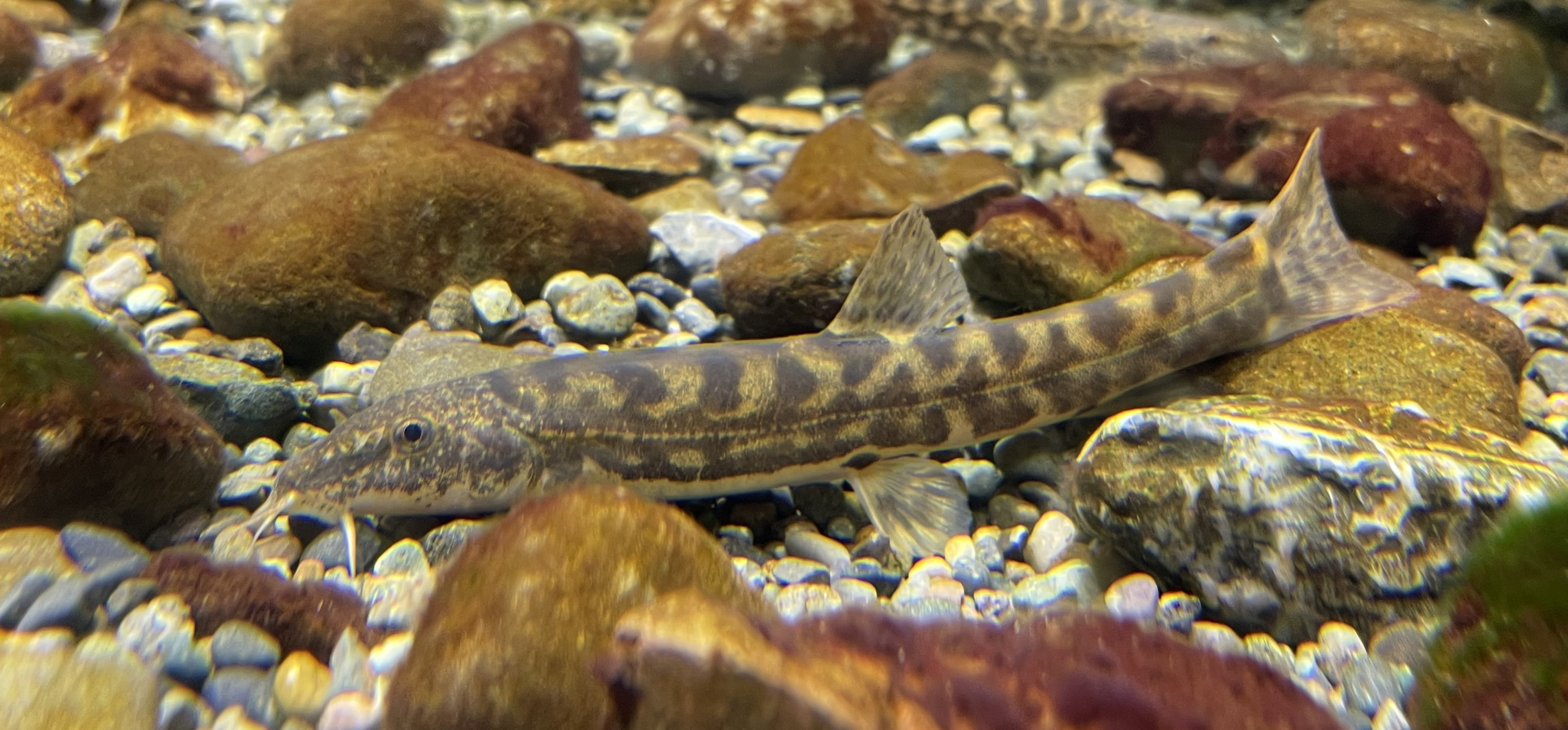
Loche franche.

### Autres espèces animales
Cinq autres espèces animales d'insectes Odonates y ont été recensées en 2005 : 
l'Æschne paisible (Boyeria irene) l'Agrion à larges pattes (Platycnemis pennipes), le Caloptéryx éclatant (Calopteryx splendens), le Caloptéryx vierge (Calopteryx virgo) et le Gomphe à pinces (Onychogomphus forcipatus).

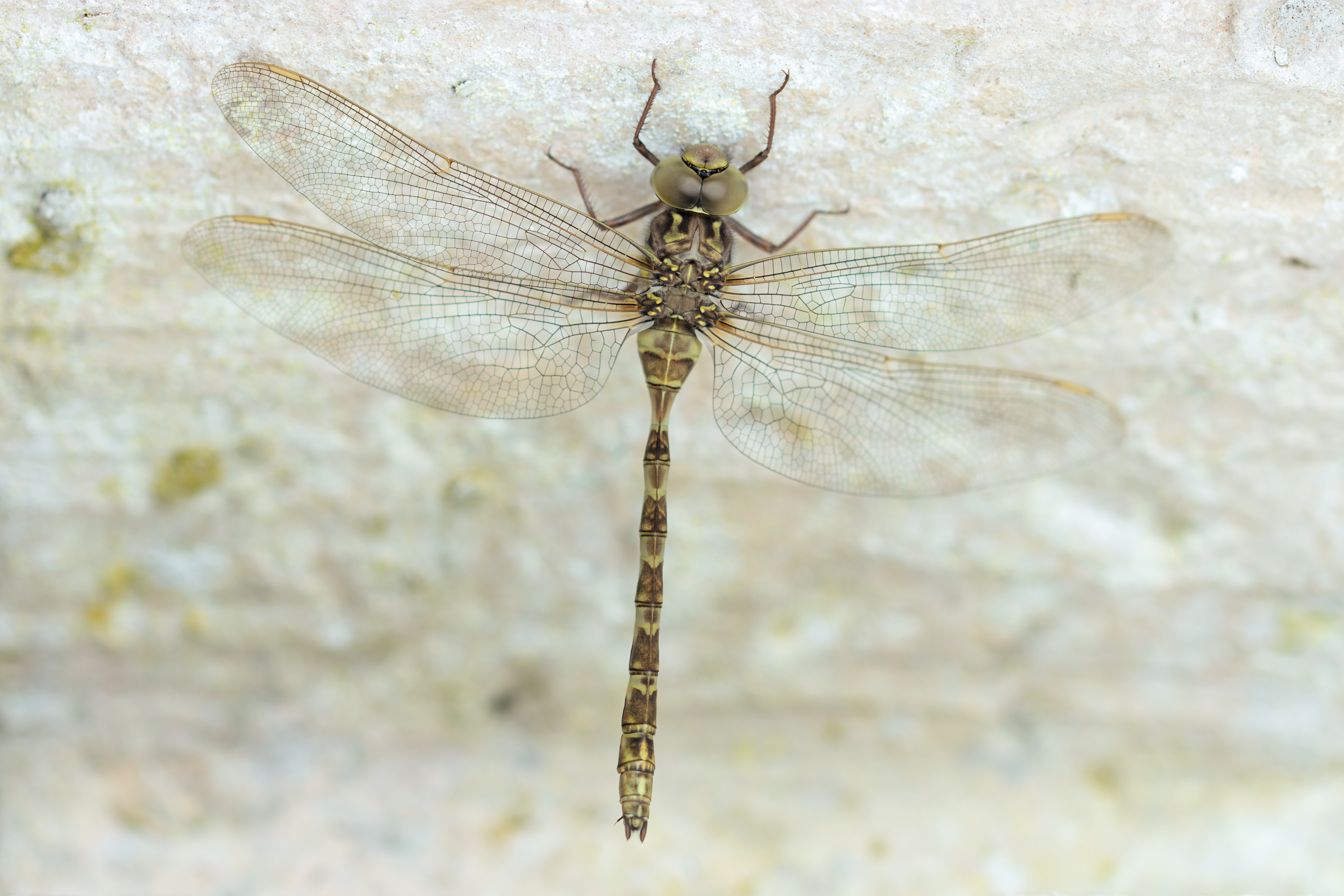
Æschne paisible.
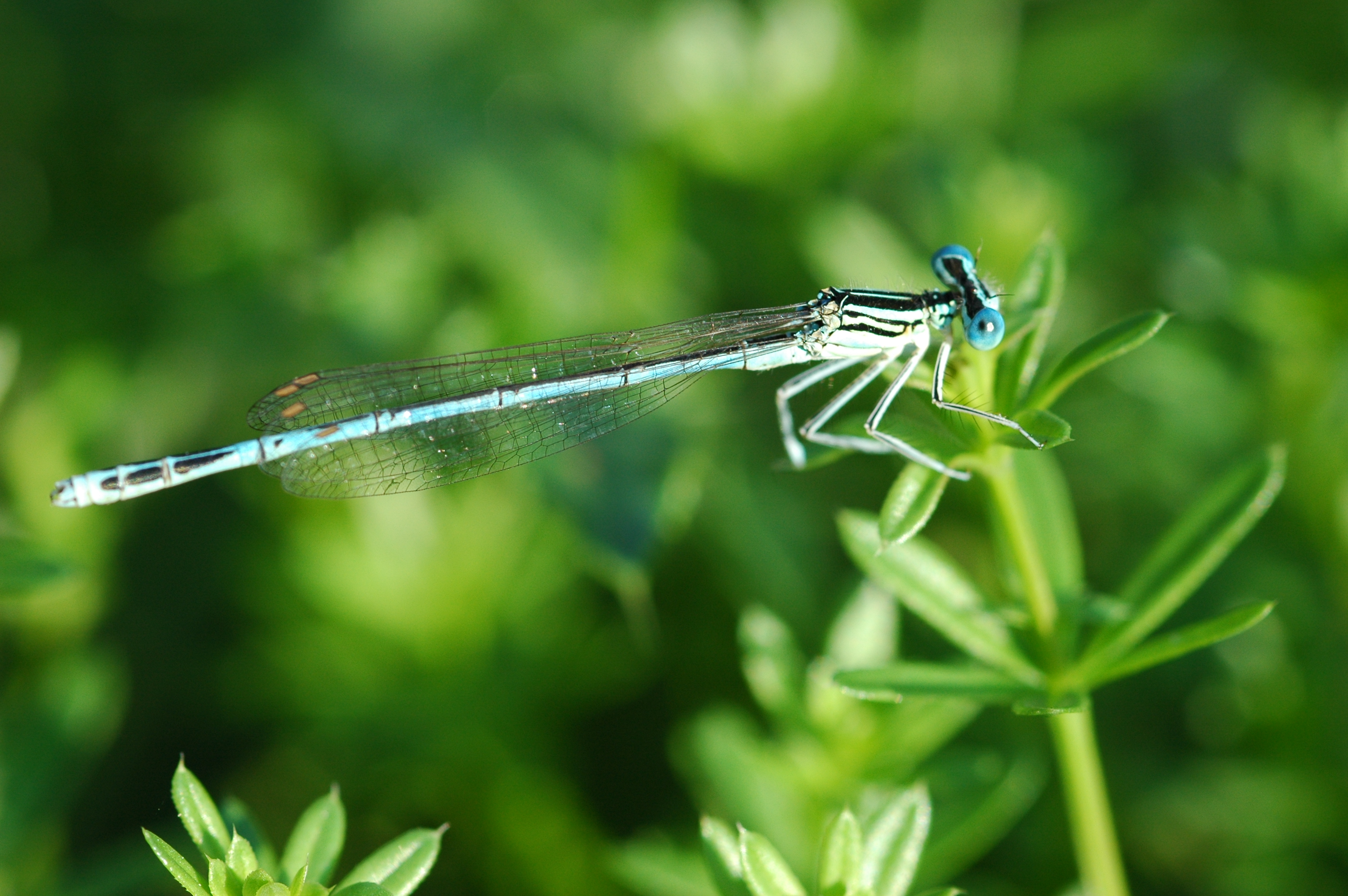
Agrion à larges pattes.
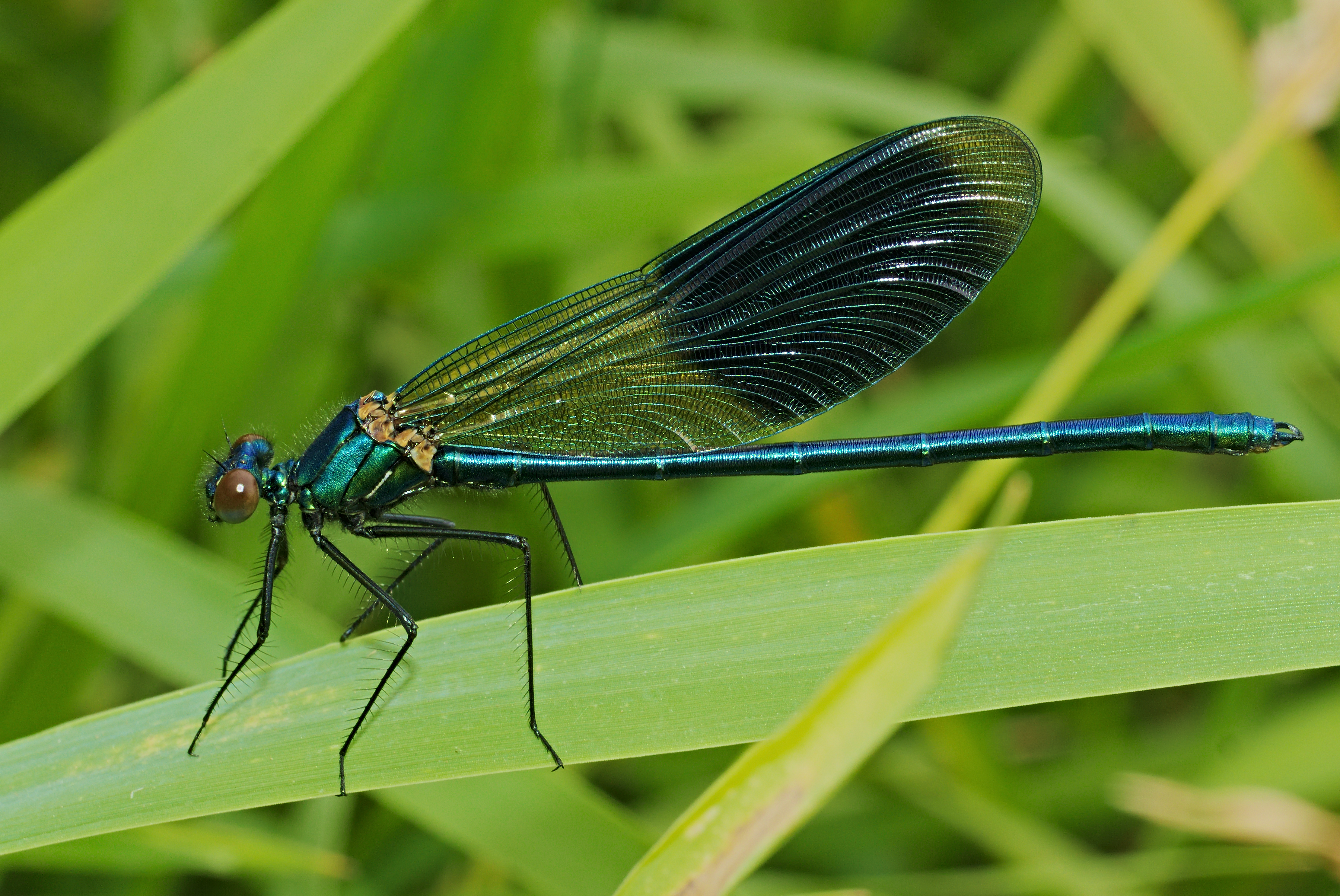
Mâle de Caloptéryx éclatant.
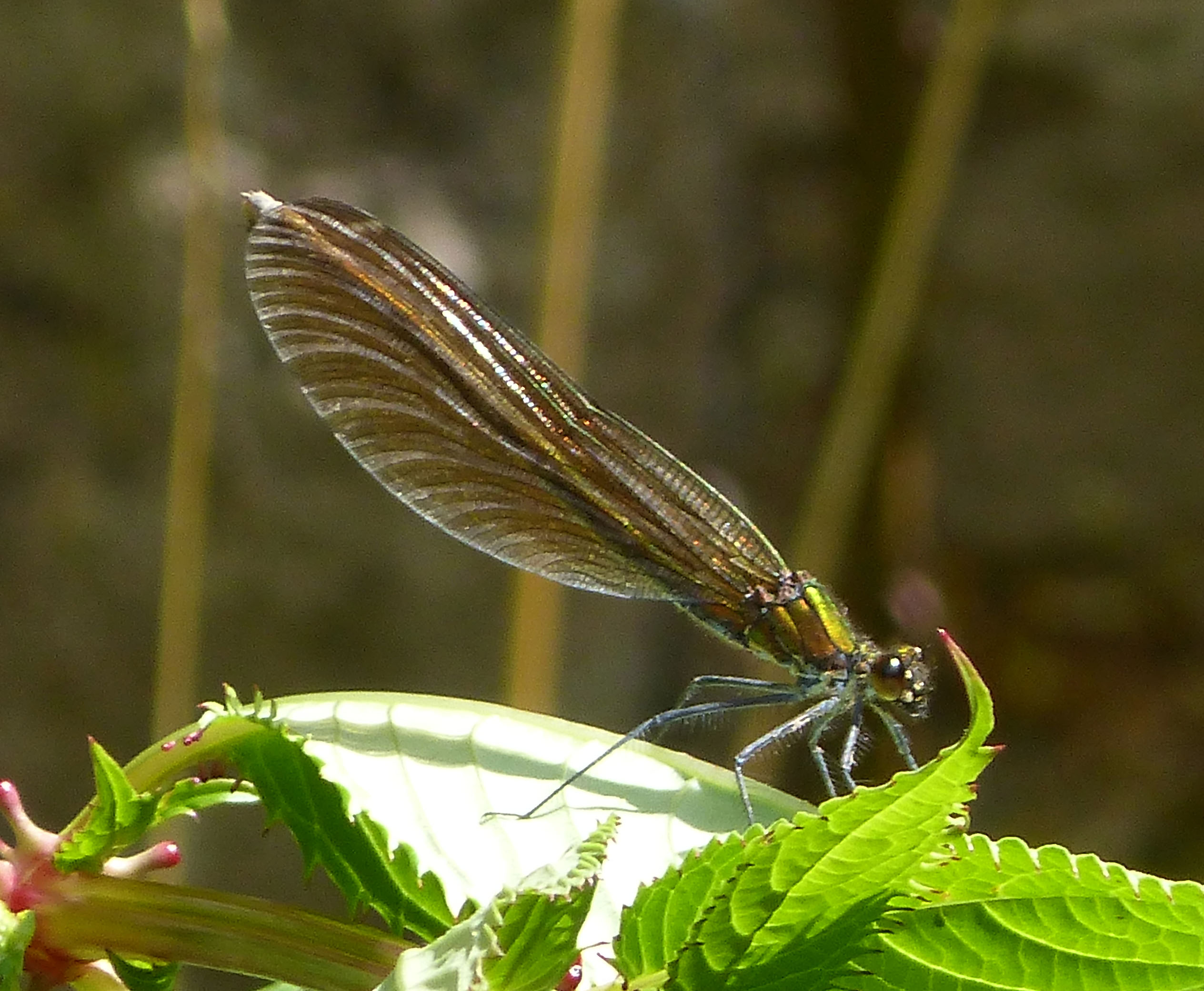
Femelle de Caloptéryx vierge.
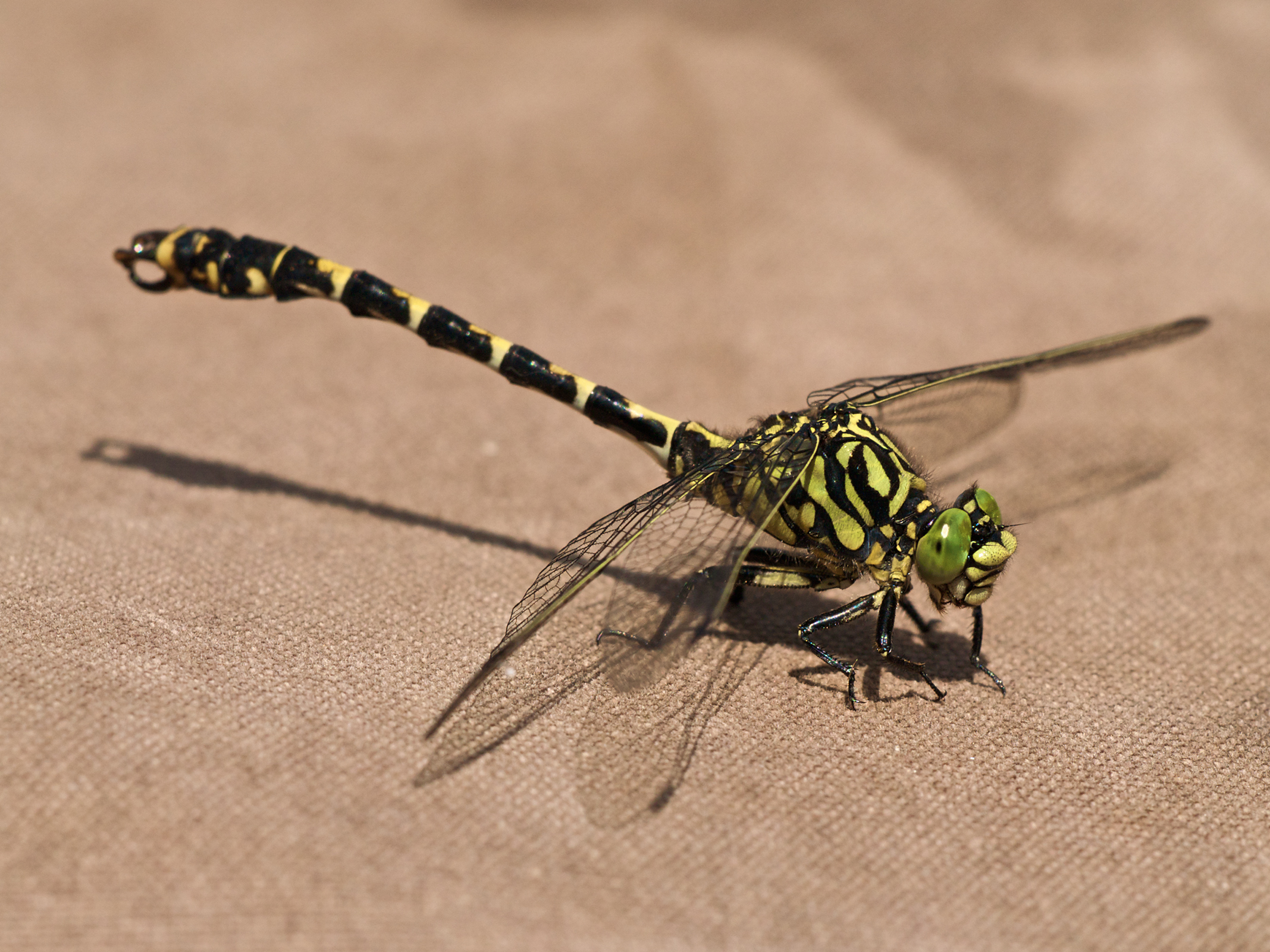
Gomphe à pinces.

### Autres espèces animales de la ZNIEFF detype 1
Le périmètre de la ZNIEFF « vallée de la Voueize à l'amont de Chambon » englobe intégralement celui de la ZNIEFF de type 1 : « prairies et mares de la Voueize à Lussat ».
De ce fait, 88 autres espèces animales sont présentes sur la zone si l'on y ajoute celles recensées sur cette ZNIEFF de type 1. On y trouve notamment :
- huit amphibiens : l'Alyte accoucheur (Alytes obstetricans ), la Grenouille agile (Rana dalmatina), la Grenouille rousse (Rana temporaria), la Grenouille verte (Pelophylax kl. esculentus), la Rainette verte (Hyla arborea), le Triton de Blasius (Triturus blasii), le Triton marbré (Triturus marmoratus) et le Triton palmé (Lissotriton helveticus) ;
- deux crustacés[Note 1] : l'Écrevisse américaine (Faxonius limosus) et l'Écrevisse de Californie (Pacifastacus leniusculus) ;
- 43 insectes dont :
  - un coléoptère : Cassida subreticulata (es),
  - 19 lépidoptères de 2015 à 2019 : l'Amaryllis (Pyronia tithonus), l'Argus bleu (Polyommatus icarus), la Carte géographique (Araschnia levana), le Cuivré commun (Lycaena phlaeas), le Cuivré fuligineux (Lycaena tityrus), le Demi-deuil (Melanargia galathea), le Fadet commun (Coenonympha pamphilus), le Gamma (Autographa gamma), l'Hespérie de la houque (Thymelicus sylvestris), la Mélitée des scabieuses (Melitaea parthenoides), la Mélitée du mélampyre (Melitaea athalia), la Mélitée orangée (Melitaea didyma), le Myrtil (Maniola jurtina), le Paon-du-jour (Aglais io), la Piéride du navet (Pieris napi), la Piéride de la rave (Pieris rapae), le Point-de-Hongrie (Erynnis tages), le Tircis (Pararge aegeria) et le Tristan (Aphantopus hyperantus),
  - 20 odonates : l'Æschne bleue (Aeshna cyanea), l'Agrion élégant (Ischnura elegans), l'Agrion jouvencelle (Coenagrion puella), l'Agrion mignon (Coenagrion scitulum), l'Agrion nain (Ischnura pumilio), l'Anax empereur (Anax imperator), la Cordulie bronzée (Cordulia aenea), le Crocothémis écarlate (Crocothemis erythraea), le Leste brun (Sympecma fusca), le Leste des bois (Lestes dryas), le Leste fiancé (Lestes sponsa), le Leste sauvage (Lestes barbarum), le Leste vert (Chalcolestes viridis), la Libellule à quatre taches (Libellula quadrimaculata), la Libellule déprimée (Libellula depressa), la Nymphe au corps de feu (Pyrrhosoma nymphula), l'Orthétrum à stylets blancs (Orthetrum albistylum), le Sympétrum méridional (Sympetrum meridionale), le Sympétrum sanguin (Sympetrum sanguineum) et le Sympétrum strié (Sympetrum striolatum),
  - trois autres insectes : Procloeon bifidum, Procloeon pennulatum (en), et Serratella ignita ;
- deux mammifères : le Hérisson commun (Erinaceus europaeus) et la Loutre d'Europe (Lutra lutra) ;
- trois mollusques : l'Anodonte des rivières (Anodonta anatina), la Mulette ligérienne (Unio crassus courtillieri) et la Physe voyageuse (Physella acuta ;
- 14 oiseaux : l'Alouette des champs (Alauda arvensis), l'Aigrette garzette (Egretta garzetta), la Caille des blés (Coturnix coturnix), la Fauvette des jardins (Sylvia borin), le Gobemouche noir (Ficedula hypoleuca), la Grive litorne (Turdus pilaris), le Guêpier d'Europe (Merops apiaster), le Héron garde-bœufs (Bubulcus ibis), la Linotte mélodieuse (Linaria cannabina), le Milan royal (Milvus milvus), l'Œdicnème criard (Burhinus oedicnemus), la Pie-grièche à tête rousse (Lanius senator), le Pouillot siffleur (Phylloscopus sibilatrix) et le Traquet motteux (Oenanthe oenanthe) ;
- treize poissons : l'Ablette (Alburnus alburnus), le Barbeau commun (Barbus barbus), le Chevesne (Squalius cephalus), le Gardon (Rutilus rutilus), le Goujon (Gobio gobio), le Grand brochet (Esox lucius, la Grémille (Gymnocephalus cernua), la Perche (Perca fluviatilis), la Perche-soleil (Lepomis gibbosus), le Rotengle (Scardinius erythrophthalmus), le Spirlin (Alburnoides bipunctatus), la Tanche (Tinca tinca) et le Vairon (Phoxinus phoxinus) ;
- trois reptiles de 1998 à 2018 : la Couleuvre helvétique (Natrix helvetica), le Lézard des murailles (Podarcis muralis) et le Lézard vert occidental (Lacerta bilineata).

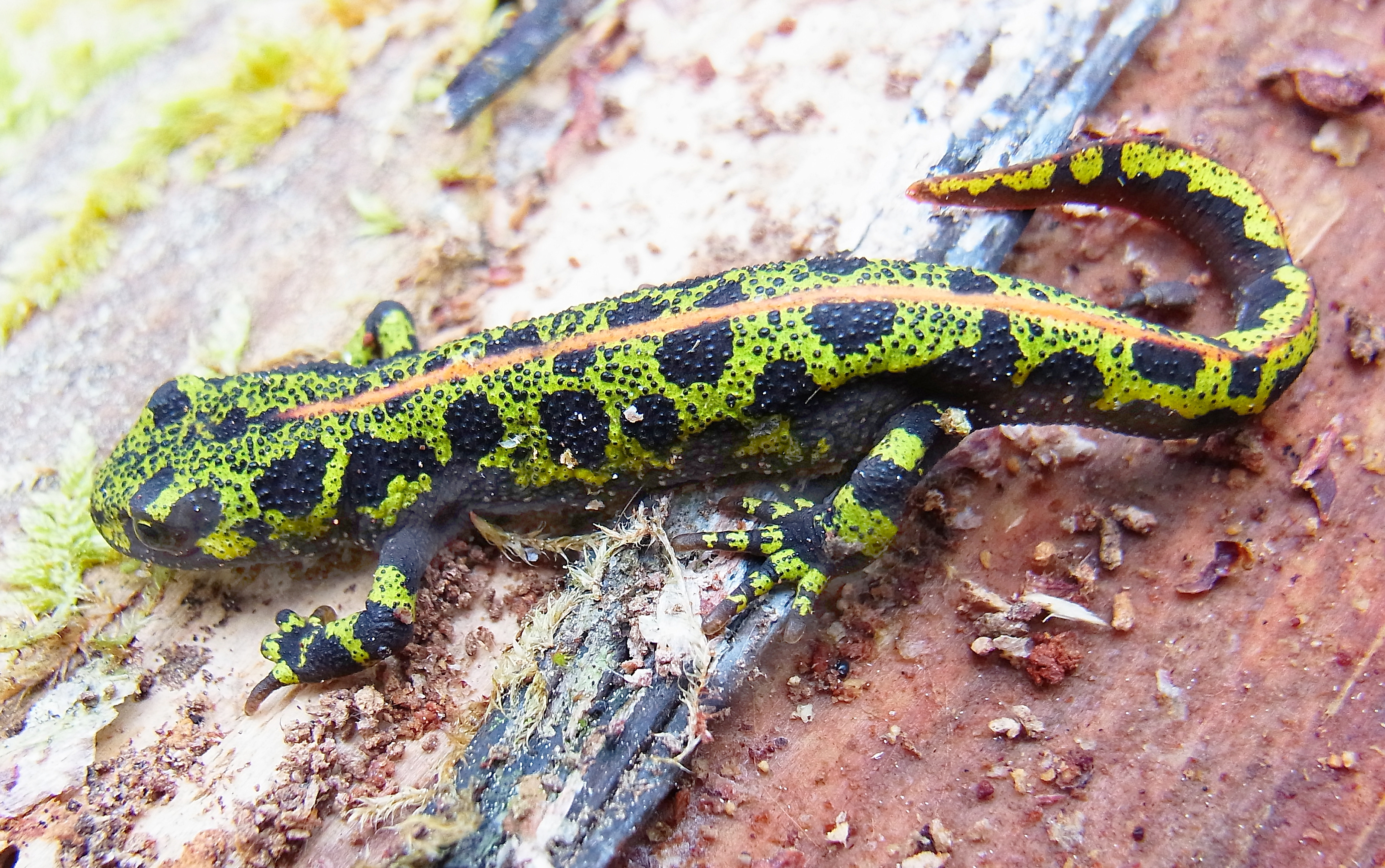
Triton marbré.
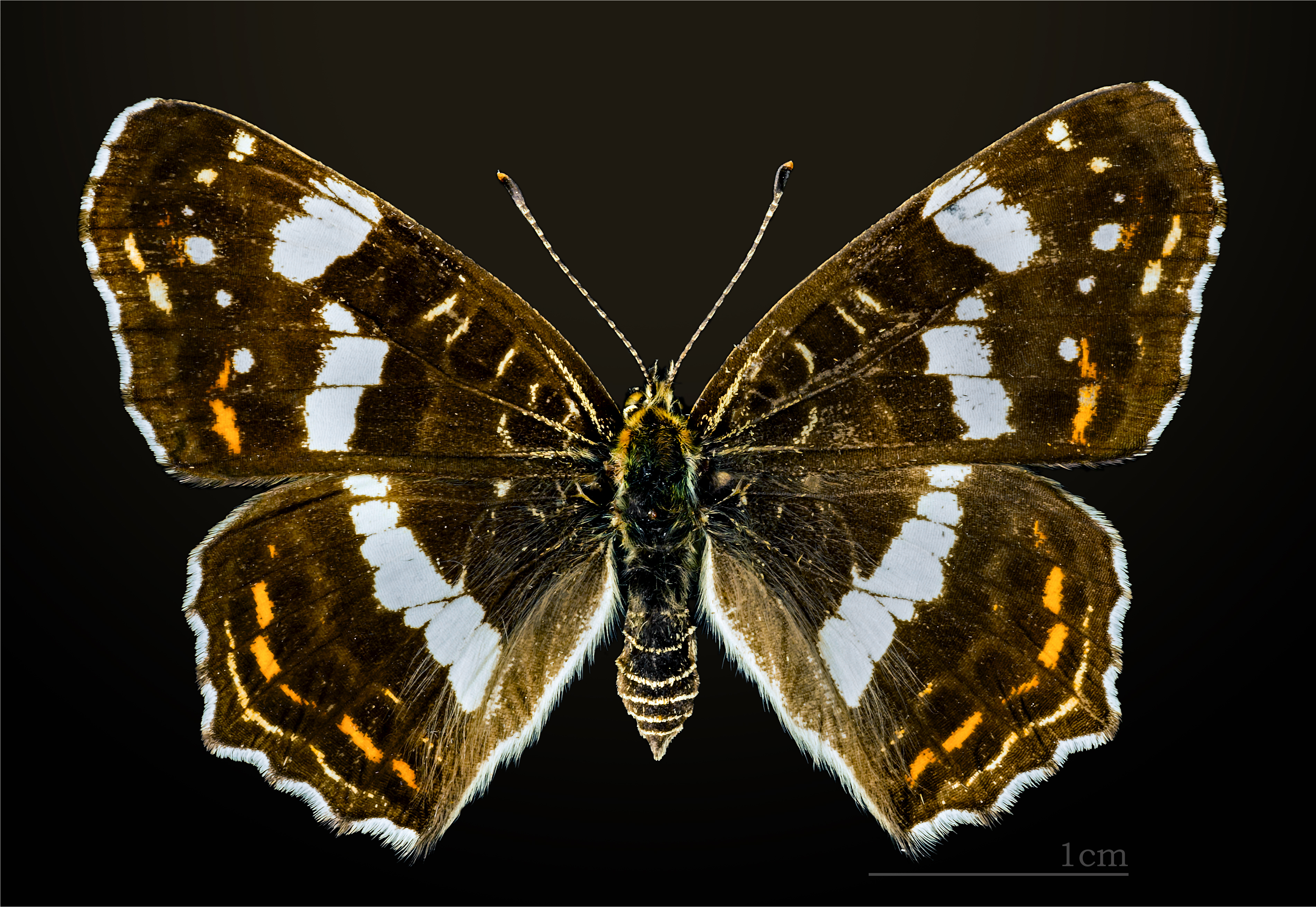
Carte géographique (forme estivale prorsa).
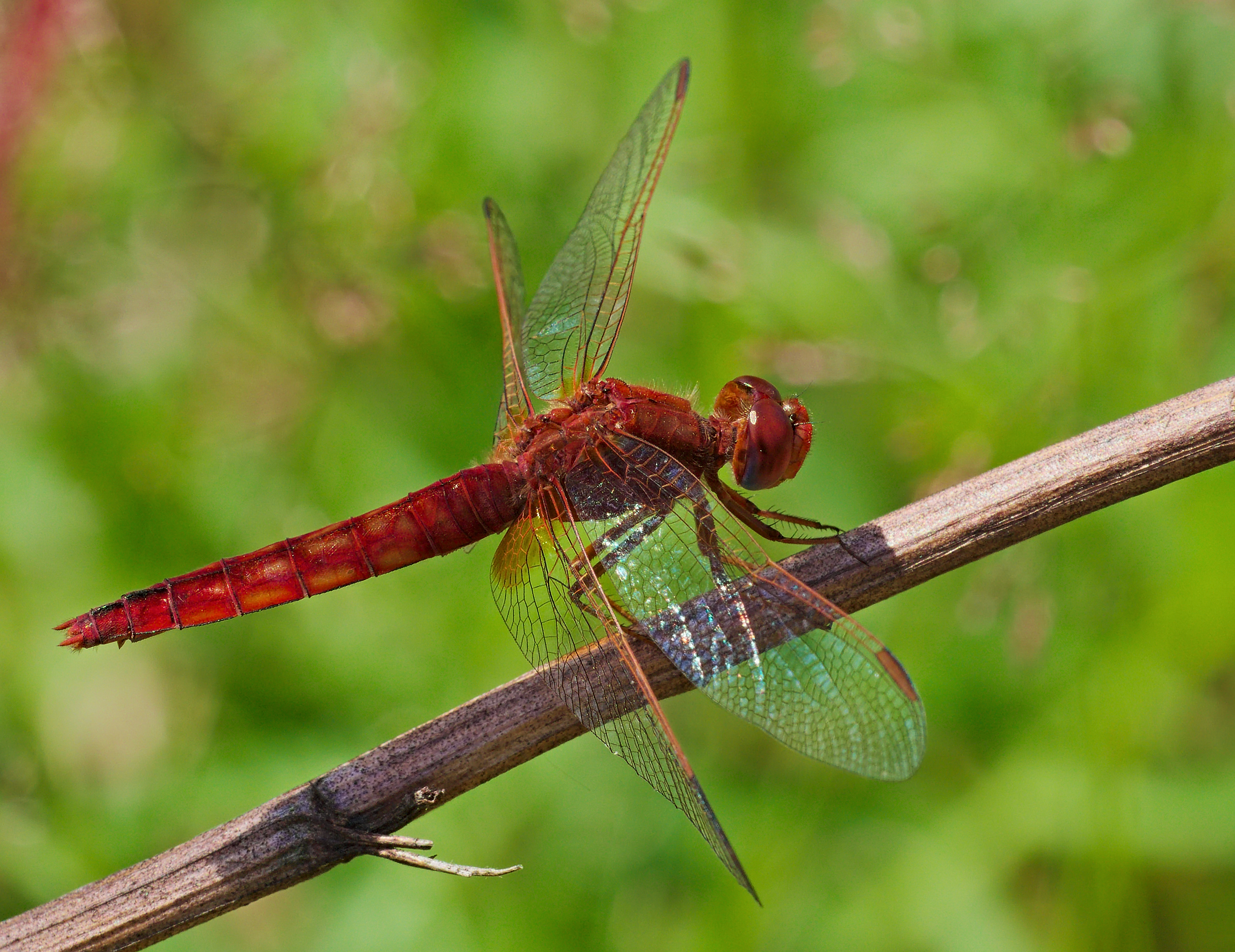
Crocothémis écarlate.
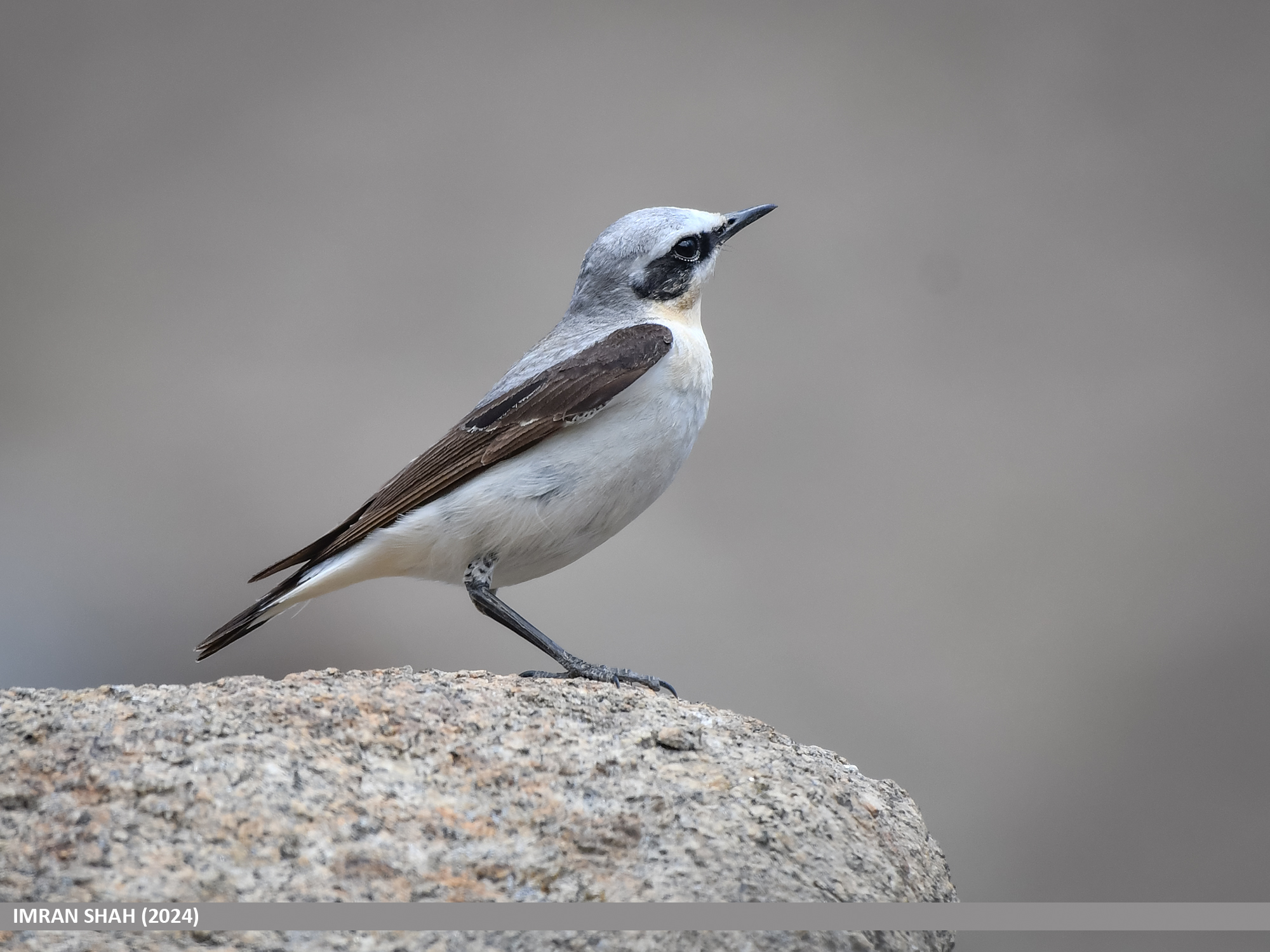
Traquet motteux mâle.
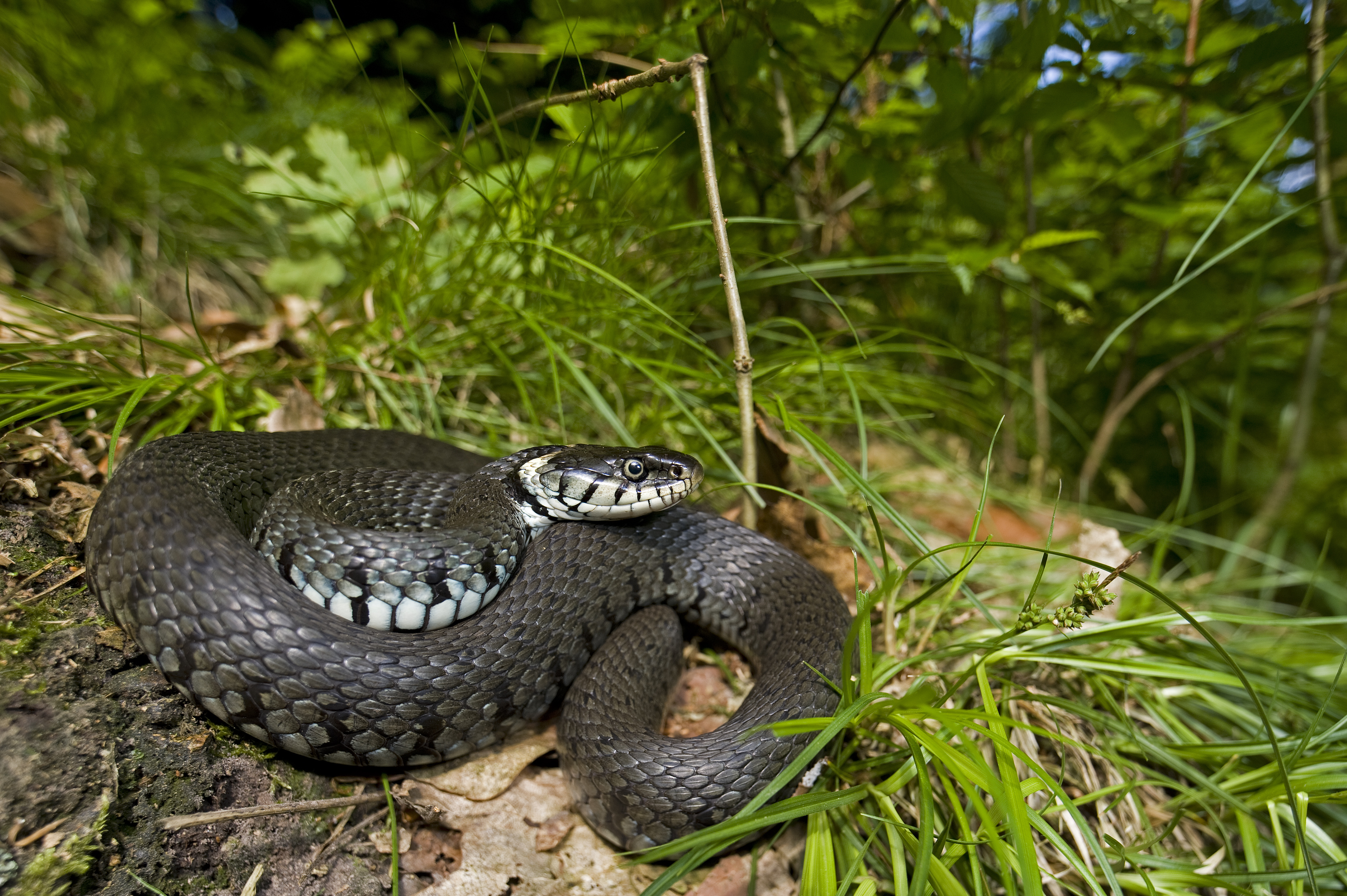
Couleuvre helvétique.

### Protection de la faune
L'espèce d'amphibiens de la ZNIEFF « vallée de la Voueize à l'amont de Chambon » est protégée au titre de la Directive habitats de l'Union européenne, et donc sur l’ensemble du territoire français.
Deux espèces d'oiseaux de la ZNIEFF sont protégées sur l'ensemble du territoire français, : la Bergeronnette printanière et le Cincle plongeur.

## Flore

### Espèces végétales déterminantes
Dix espèces déterminantes végétales de plantes phanérogames ont été répertoriées dans la ZNIEFF, notamment en 1995 et 2011 : 
l'Anarrhine à feuilles de Pâquerette (Anarrhinum bellidifolium), le Cerisier de Sainte-Lucie (Prunus mahaleb), l'Euphorbe petit-cyprès (Euphorbia cyparissias), le Géranium des Pyrénées (Geranium pyrenaicum), le Nerprun purgatif (Rhamnus cathartica), l'Orpin pourpier (Sedum cepaea), l'Orme lisse (Ulmus laevis), 
la Phalangère à fleurs de Lis (Anthericum liliago), la Scille lis-jacinthe (Scilla lilio-hyacinthus) et le Séneçon à feuilles d'adonis (Jacobaea adonidifolia).

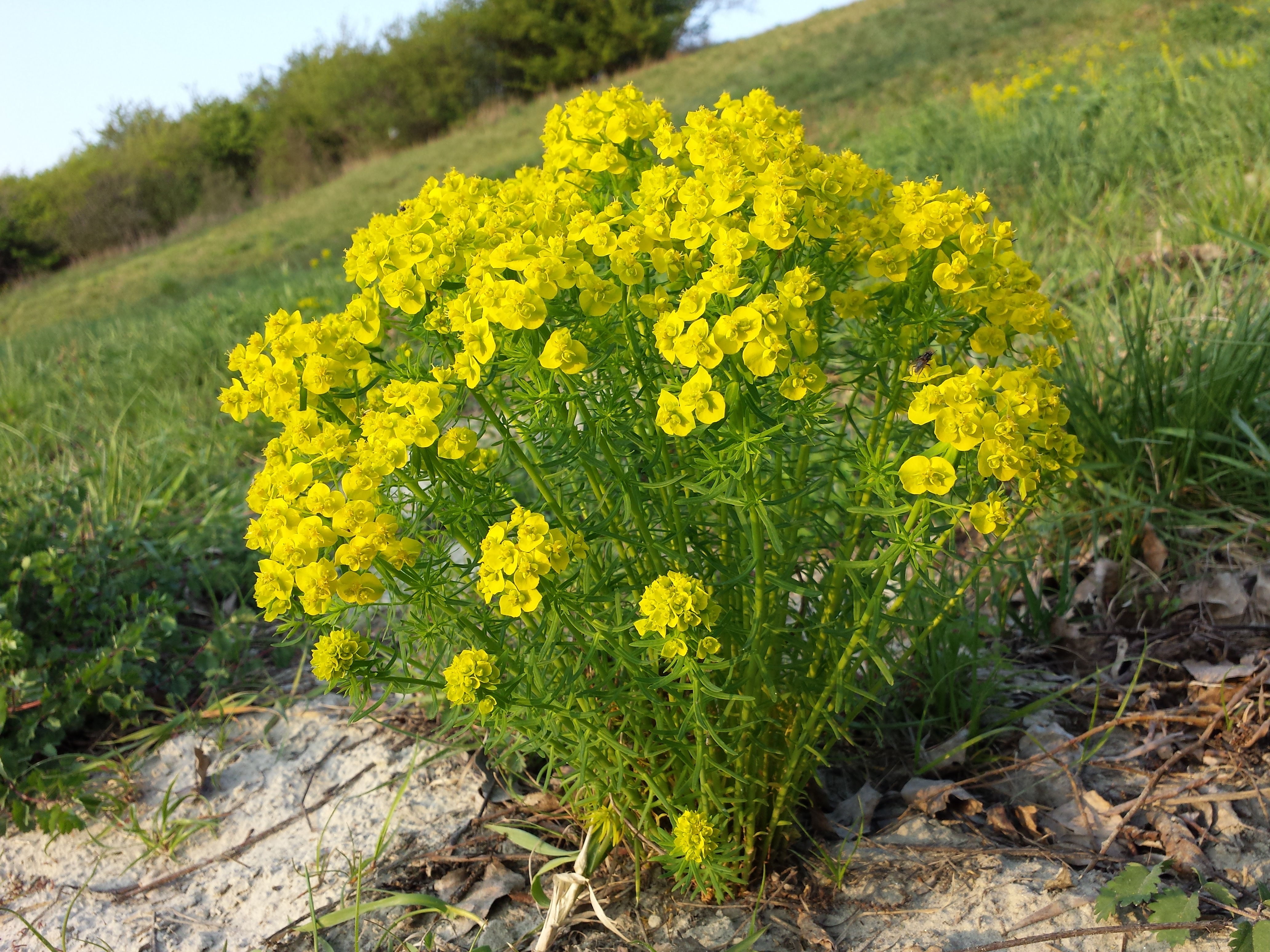
Euphorbe petit-cyprès.
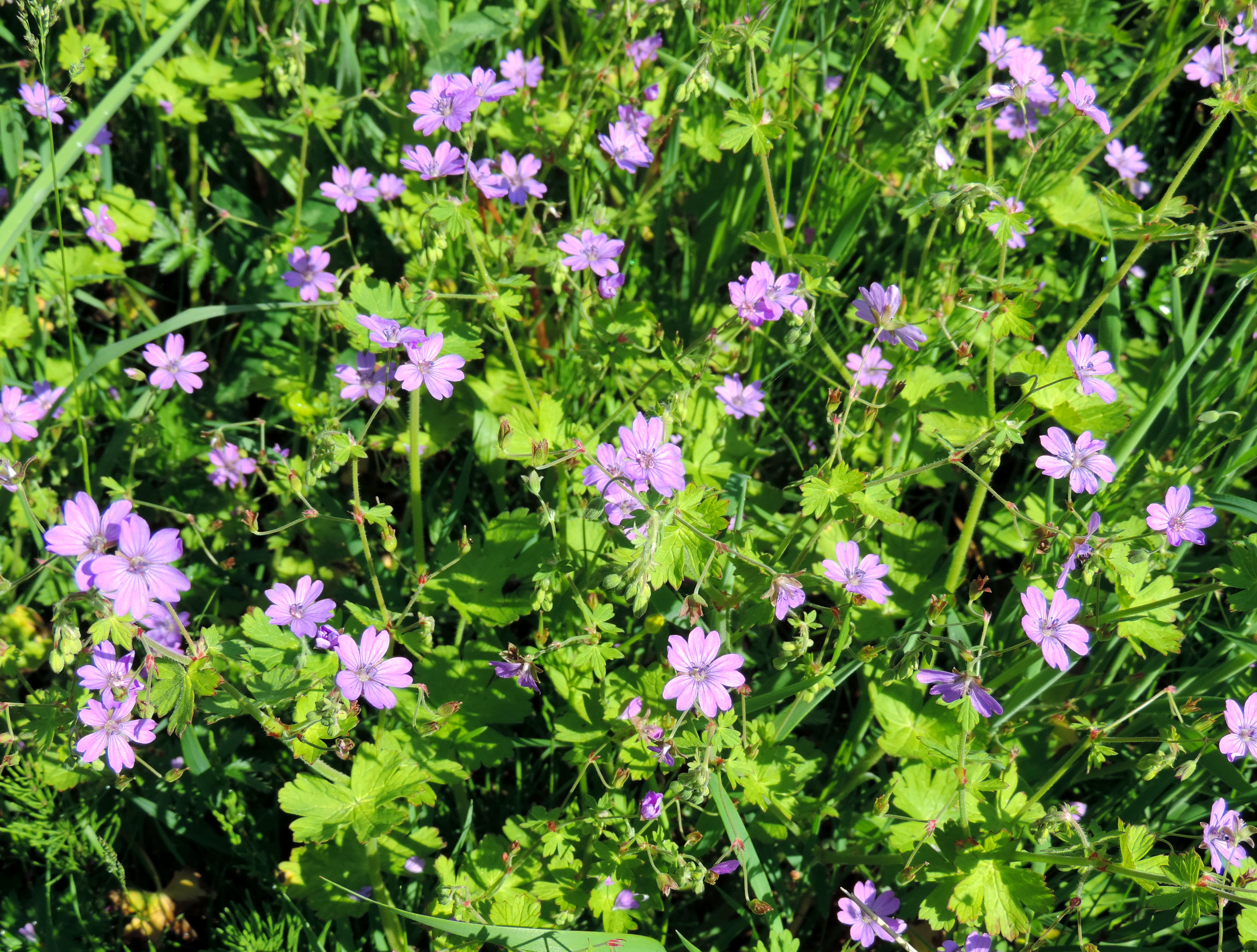
Géraniums des Pyrénées.
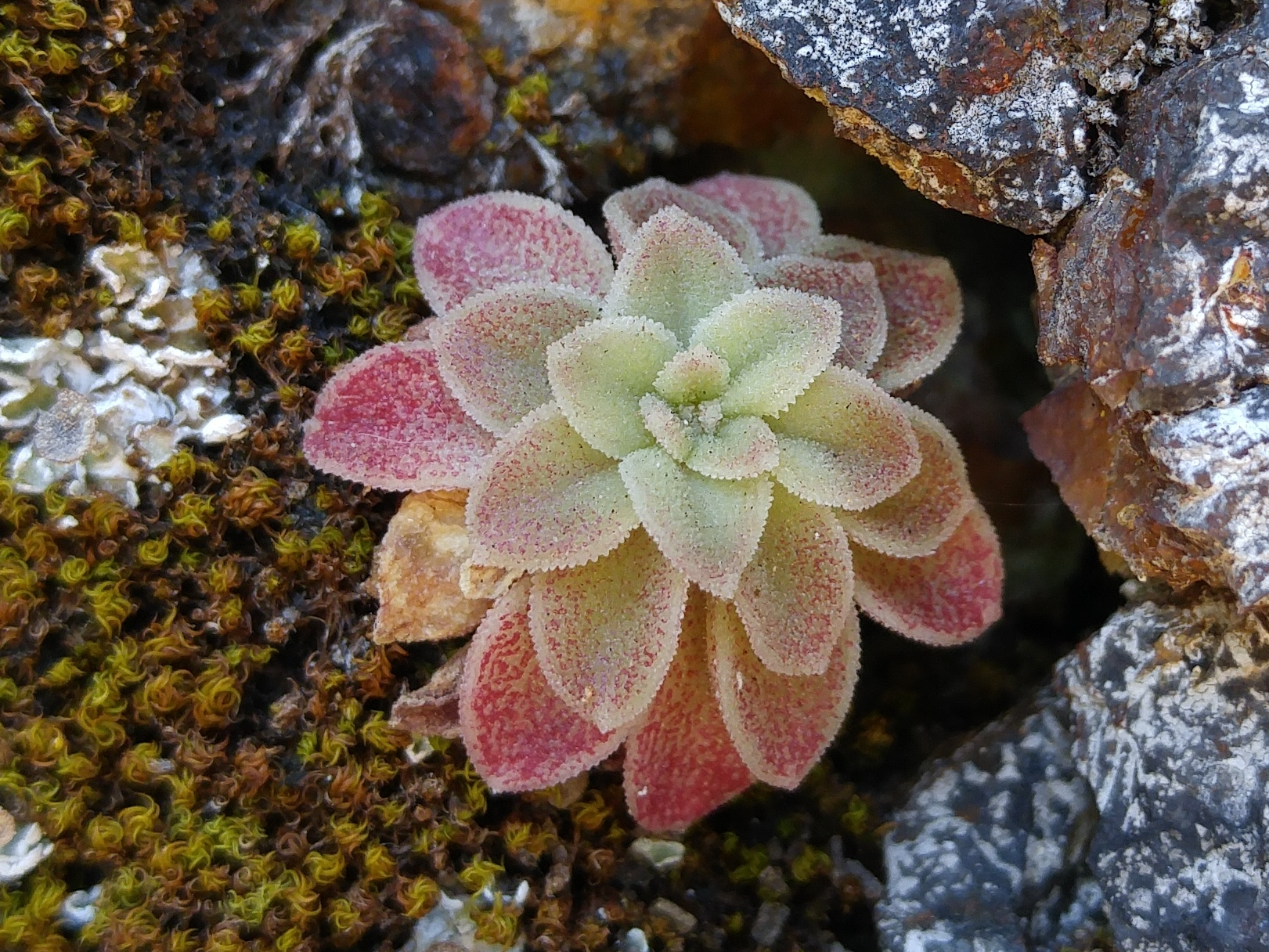
Orpin pourpier.
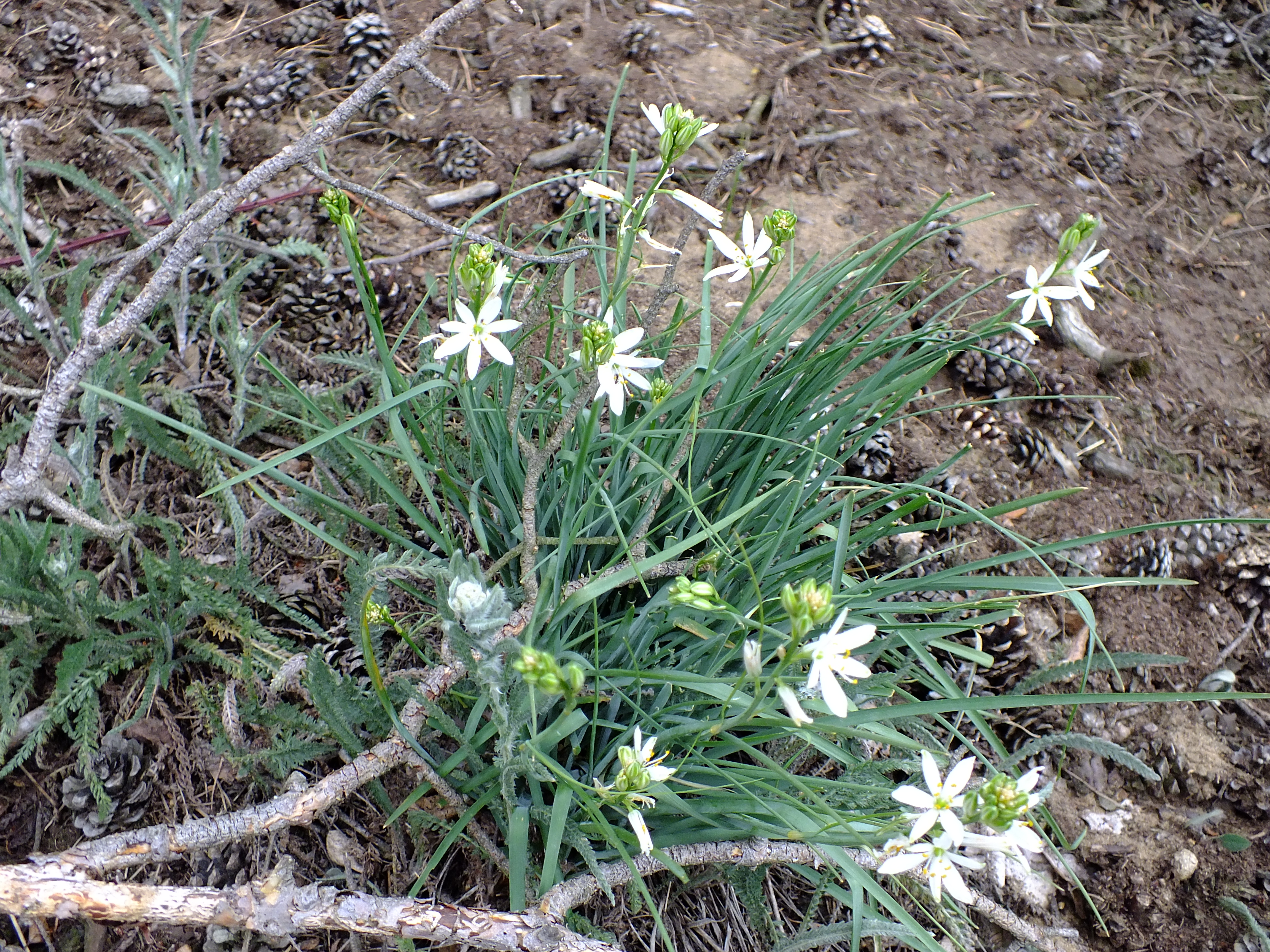
Phalangère à fleurs de Lis.
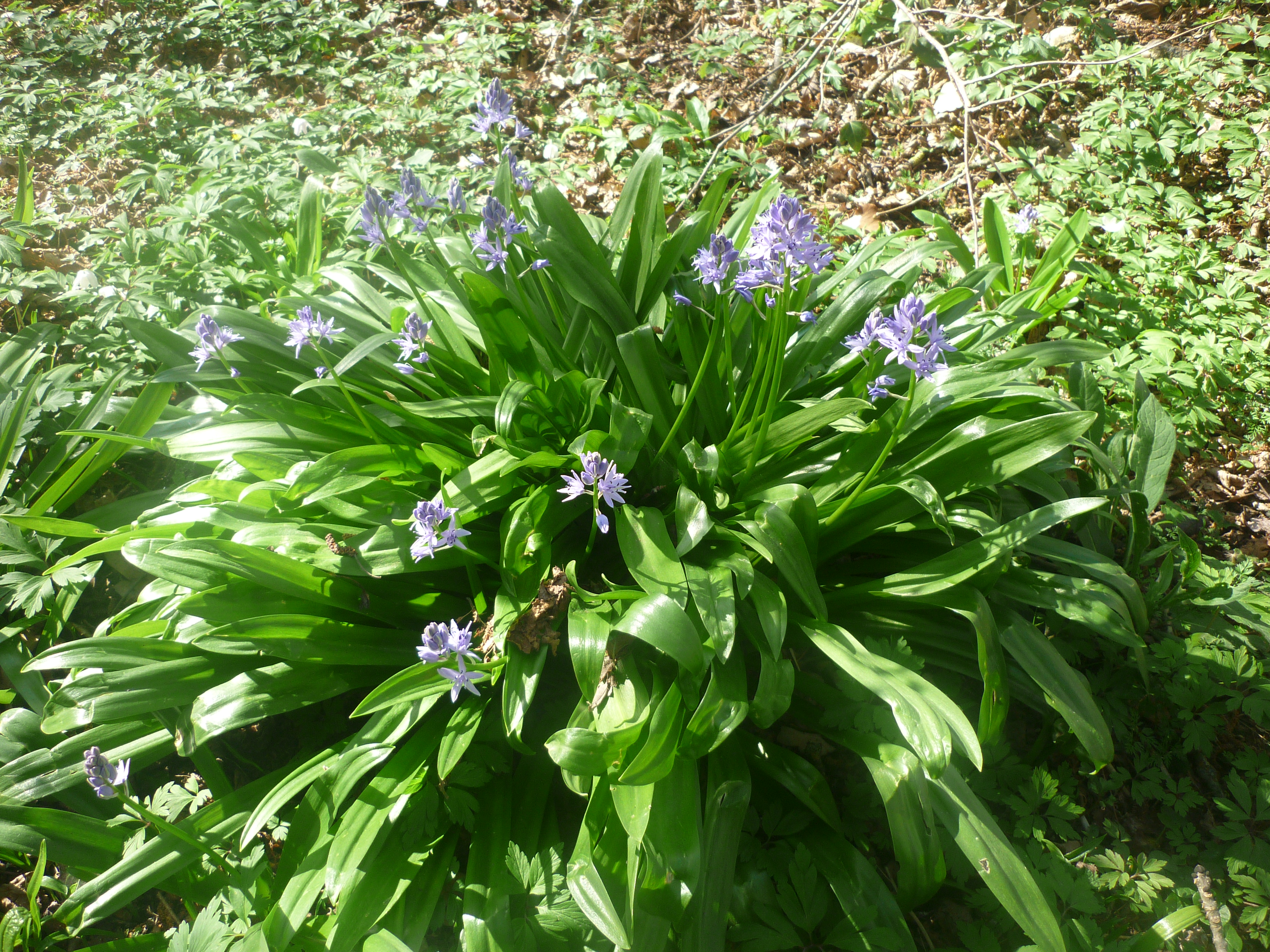
Scille lis-jacinthe.

### Autres espèces végétales
144 autres espèces végétales y ont été recensées :
- une espèce de bryophites : l'Hépatique des fontaines (Marchantia polymorpha) ;
- 136 espèces de phanérogames : l'Achillée millefeuille (Achillea millefolium), l'Aigremoine eupatoire (Agrimonia eupatoria ), l'Alliaire officinale (Alliaria petiolata), l'Anémone pulsatille (Pulsatilla vulgaris), l'Angélique sauvage (Angelica sylvestris), l'Ancolie commune (Aquilegia vulgaris), l'Aubépine à un style (Crataegus monogyna), l'Avoine élevée (Arrhenatherum elatius), le Bec-de-grue commun (Erodium cicutarium), la Benoîte commune (Geum urbanum), le Brachypode des bois (Brachypodium sylvaticum), le Brachypode penné (Brachypodium pinnatum), le Caille-lait blanc (Galium mollugo), la Callune (Calluna vulgaris), la Campanule à feuilles rondes (Campanula rotundifolia), la Campanule étalée (Campanula patula), la Canche flexueuse (Avenella flexuosa), la Carotte sauvage (Daucus carota), la Cardamine des bois (Cardamine flexuosa), la Centaurée jacée (Centaurea jacea), le Céraiste commun (Cerastium fontanum), le Cerfeuil hirsute (Chaerophyllum hirsutum), le Cerfeuil sauvage (Anthriscus sylvestris), le Charme commun (Carpinus betulus), le Chêne pédonculé (Quercus robur), le Chèvrefeuille des bois (Lonicera periclymenum), le Cirse commun (Cirsium vulgare), le Clinopode commun (Clinopodium vulgare), la Coincye de Mona (Coincya monensis), le Compagnon rouge (Silene dioica), le Conopode dénudé (Conopodium majus), la Corydale à bulbe plein (Corydalis solida), la Digitale pourpre (Digitalis purpurea), le Dompte-venin officinal (Vincetoxicum hirundinaria), l'Épervière des murs (Hieracium murorum), l'Épervière de Savoie (Hieracium sabaudum), l'Épiaire officinale (Stachys officinalis), l'Épilobe à petites fleurs (Epilobium parviflorum), l'Épilobe des montagnes (Epilobium montanum), l'Épilobe vert foncé (Epilobium obscurum), l'Érable champêtre (Acer campestre), l'Érable plane (Acer platanoides), l 'Euphorbe des bois (Euphorbia amygdaloides), l 'Euphorbe douce (Euphorbia dulcis), la Fétuque de Léman (Festuca lemanii), la Fétuque géante (Lolium giganteum), la Fétuque ovine (Festuca ovina), le Fraisier des bois (Fragaria vesca), le Frêne élevé (Fraxinus excelsior), le Fusain d'Europe (Euonymus europaeus), le Gaillet croisette (Cruciata laevipes), le Genêt à balais (Cytisus scoparius), le Genêt ailé (Genista sagittalis), le Genévrier commun (Juniperus communis), le Géranium colombin (Geranium columbinum), le Géranium des bois (Geranium sylvaticum), le Géranium Herbe à Robert, (Geranium robertianum), la Germandrée scorodoine (Teucrium scorodonia), la Gesse des montagnes (Lathyrus linifolius var. montanus), le Grand Plantain (Plantago major), le Groseillier des Alpes (Ribes alpinum), le Hêtre commun (Fagus sylvatica), le Houblon (Humulus lupulus), la Houlque laineuse (Holcus lanatus), le Houx (Ilex aquifolium), la Jacinthe des bois (Hyacinthoides non-scripta), la Jasione des montagnes (Jasione montana), le Jonc épars (Juncus effusus), la Laîche en épi (Carex spicata), la Laitue scariole (Lactuca serriola), le Lamier blanc (Lamium album), le Lamier jaune (Lamium galeobdolon), la Lathrée clandestine (Lathraea clandestina), le Lierre grimpant (Hedera helix), le Lierre terrestre (Glechoma hederacea), la Linaire rampante (Linaria repens), le Liondent hispide (Leontodon hispidus), le Lotier corniculé (Lotus corniculatus), la Luzule des bois (Luzula sylvatica), la Luzule printanière (Luzula pilosa), la Mélique uniflore (Melica uniflora), la Menthe odorante (Mentha suaveolens), la Méringie trinerviée (Moehringia trinervia), le Merisier (Prunus avium), le Millepertuis couché (Hypericum humifusum), le Millepertuis perforé (Hypericum perforatum), la Molène lychnite (Verbascum lychnitis), la Moscatelline (Adoxa moschatellina), le Muscari à toupet (Muscari comosum), le Noisetier (Corylus avellana), l'Orme champêtre (Ulmus minor), l'Orpin des rochers (Sedum rupestre), l'Oxalide petite Oseille (Oxalis acetosella), la Passerage des champs (Lepidium campestre), la Patience à feuilles obtuses (Rumex obtusifolius), le Pâturin bulbeux (Poa bulbosa), le Pâturin comprimé (Poa compressa), le Pâturin des bois (Poa nemoralis), la Petite Centaurée commune (Centaurium erythraea), la Petite Oseille (Rumex acetosella), le Peucédan de France (Peucedanum gallicum), la Pimprenelle (Sanguisorba minor), le Pin sylvestre (Pinus sylvestris), le Plantain lancéolé (Plantago lanceolata), le Pommier domestique (Malus domestica), la Potentille argentée (Potentilla argentea), la Potentille faux fraisier (Potentilla sterilis), la Potentille rampante (Potentilla reptans), la Primevère élevée (Primula elatior), le Prunellier (Prunus spinosa), la Pulmonaire à feuilles étroites (Pulmonaria angustifolia), la Raiponce en épi (Phyteuma spicatum), le Ray-grass anglais (Lolium perenne), la Reine-des-prés (Filipendula ulmaria), la Renoncule rampante (Ranunculus repens), la Renouée du Japon (Reynoutria japonica), le Robinier faux-acacia (Robinia pseudoacacia), la Ronce commune (Rubus fruticosus), la Scabieuse colombaire (Scabiosa columbaria), la Scrofulaire noueuse (Scrophularia nodosa), le Serpolet (Thymus serpyllum), le Silène enflé (Silene vulgaris), le Silène penché (Silene nutans), la Solidage verge d'or (Solidago virgaurea), la Stellaire holostée (Stellaria holostea), le Sureau noir (Sambucus nigra), le Tamier commun (Dioscorea communis), la Téesdalie à tige nue (Teesdalia nudicaulis), le Tilleul à petites feuilles (Tilia cordata), le Trèfle blanc (Trifolium repens), le Trèfle des prés (Trifolium pratense), le Troène commun (Ligustrum vulgare), la Véronique des montagnes (Veronica montana), la Vesce des haies (Vicia sepium), la Violette odorante (Viola odorata) et la Vipérine commune (Echium vulgare) ;
- sept espèces de ptéridophytes : la Capillaire des murailles (Asplenium trichomanes), le Cétérach officinal (Asplenium ceterach), la Doradille des murailles (Asplenium ruta-muraria), la Doradille du nord (Asplenium septentrionale), la Fougère-aigle (Pteridium aquilinum), la Fougère dilatée (Dryopteris dilatata) et le Polypode commun (Polypodium vulgare).

### Autres espèces végétales de la ZNIEFF detype 1
Le périmètre de la ZNIEFF « vallée de la Voueize à l'amont de Chambon » englobe intégralement celui de la ZNIEFF de type 1 : « prairies et mares de la Voueize à Lussat ».
De ce fait, 16 autres espèces végétales sont présentes sur la zone si l'on y ajoute celles recensées sur cette ZNIEFF de type 1. On y trouve notamment : le Brome en grappe (Bromus racemosus (en)), le Carum verticillé (Trocdaris verticillatum), le Cirse d'Angleterre (Cirsium dissectum), le Dactylorhize de mai (Dactylorhiza majalis), la Laîche des rives (Carex riparia), le Mouron délicat (Lysimachia tenella), le Myosotis cespiteux (Myosotis laxa), l'Œnanthe à feuilles de peucédan (Oenanthe peucedanifolia), l'Œnanthe aquatique (Oenanthe aquatica), l'Orchis à fleurs lâches (Anacamptis laxiflora) , l'Orchis bouffon (Anacamptis morio), le Passerage hétérophylle (Lepidium heterophyllum (en)), la Renoncule peltée (Ranunculus peltatus), la Saxifrage granulée (Saxifraga granulata), la Scorsonère des prés (Scorzonera humilis) et le Vulpin des prés (Alopecurus pratensis).

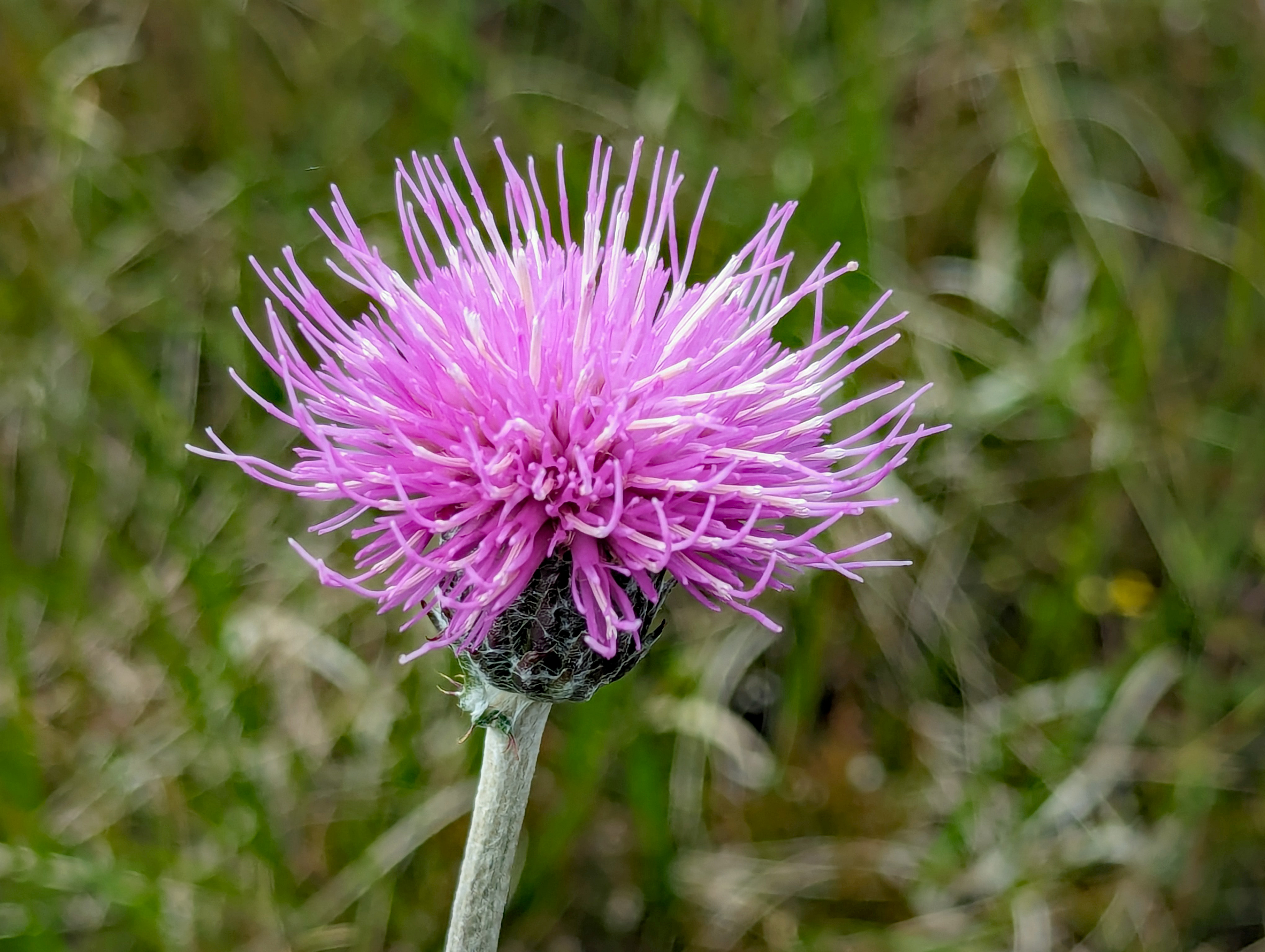
Fleur de Cirse d'Angleterre.
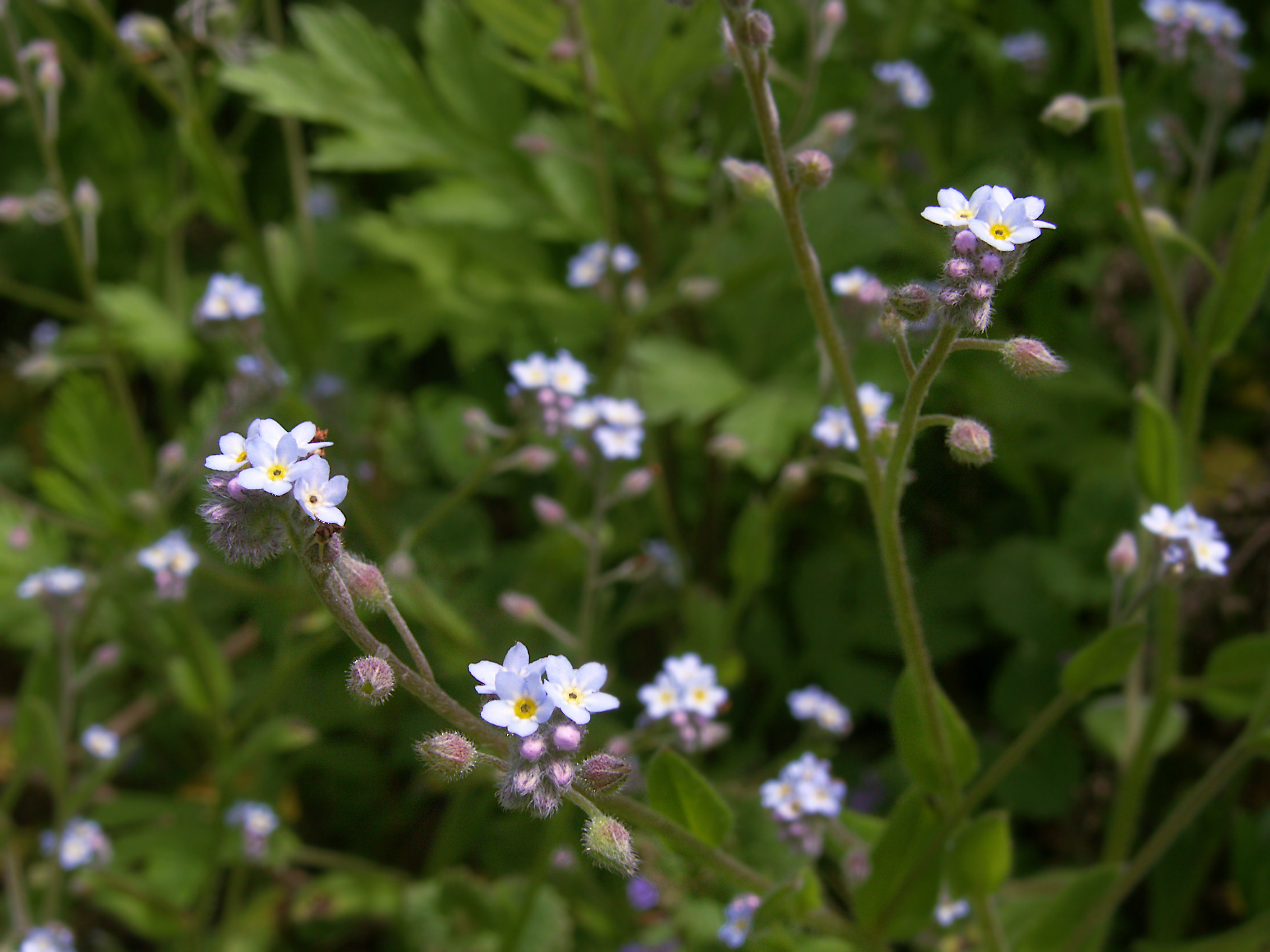
Myosotis cespiteux.
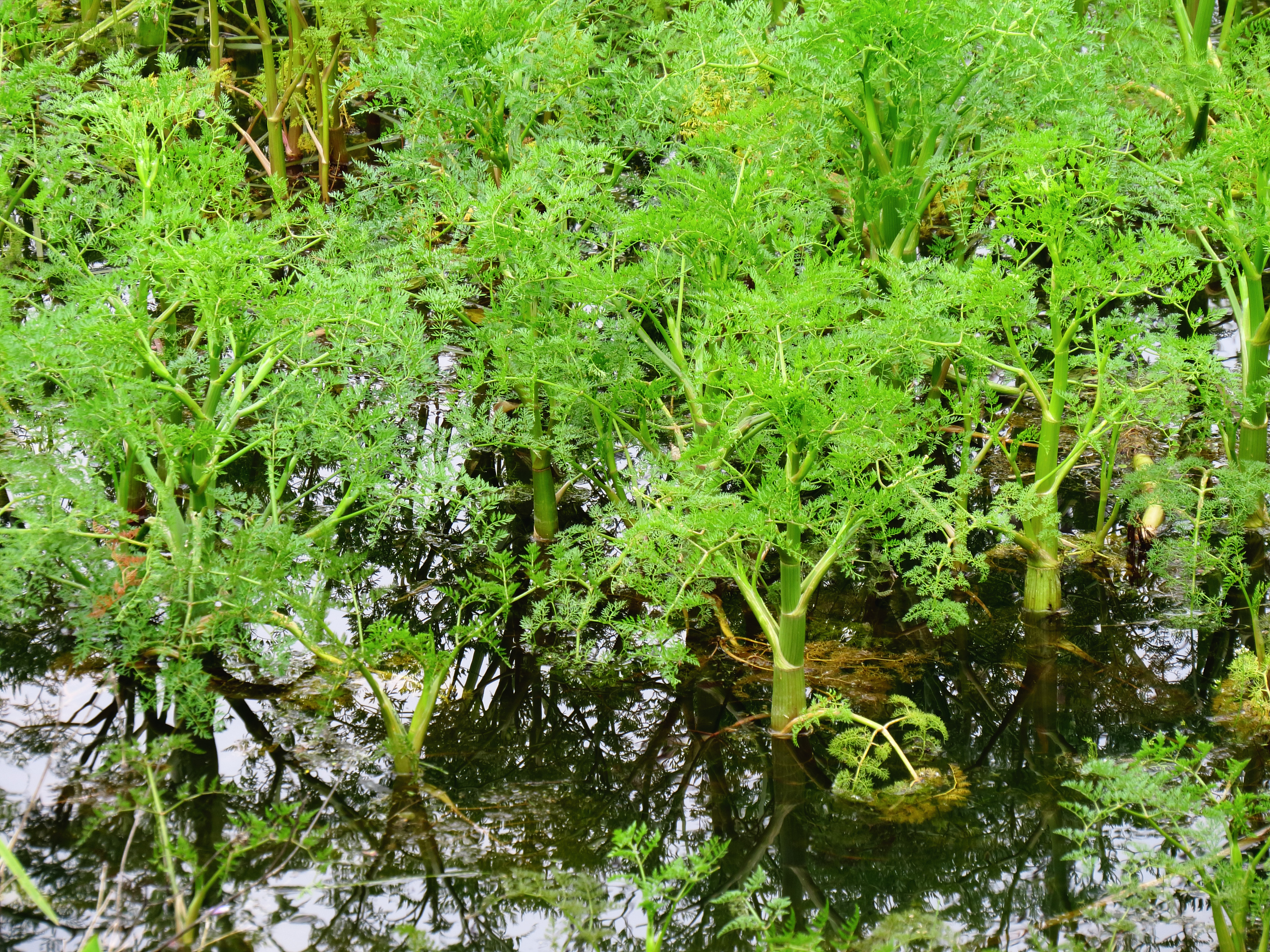
Œnanthes aquatiques.
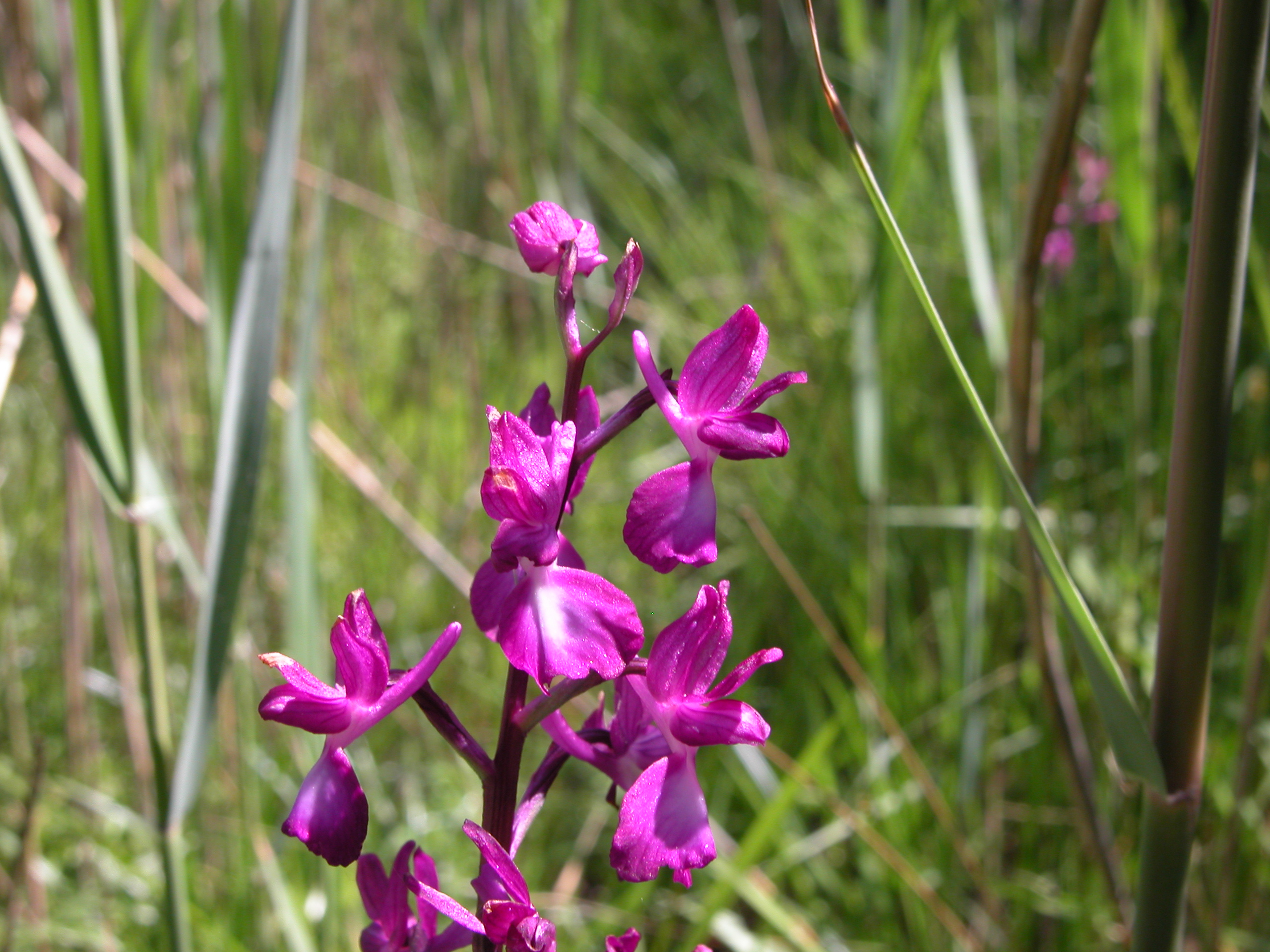
Fleurs d'Orchis à fleurs lâches.
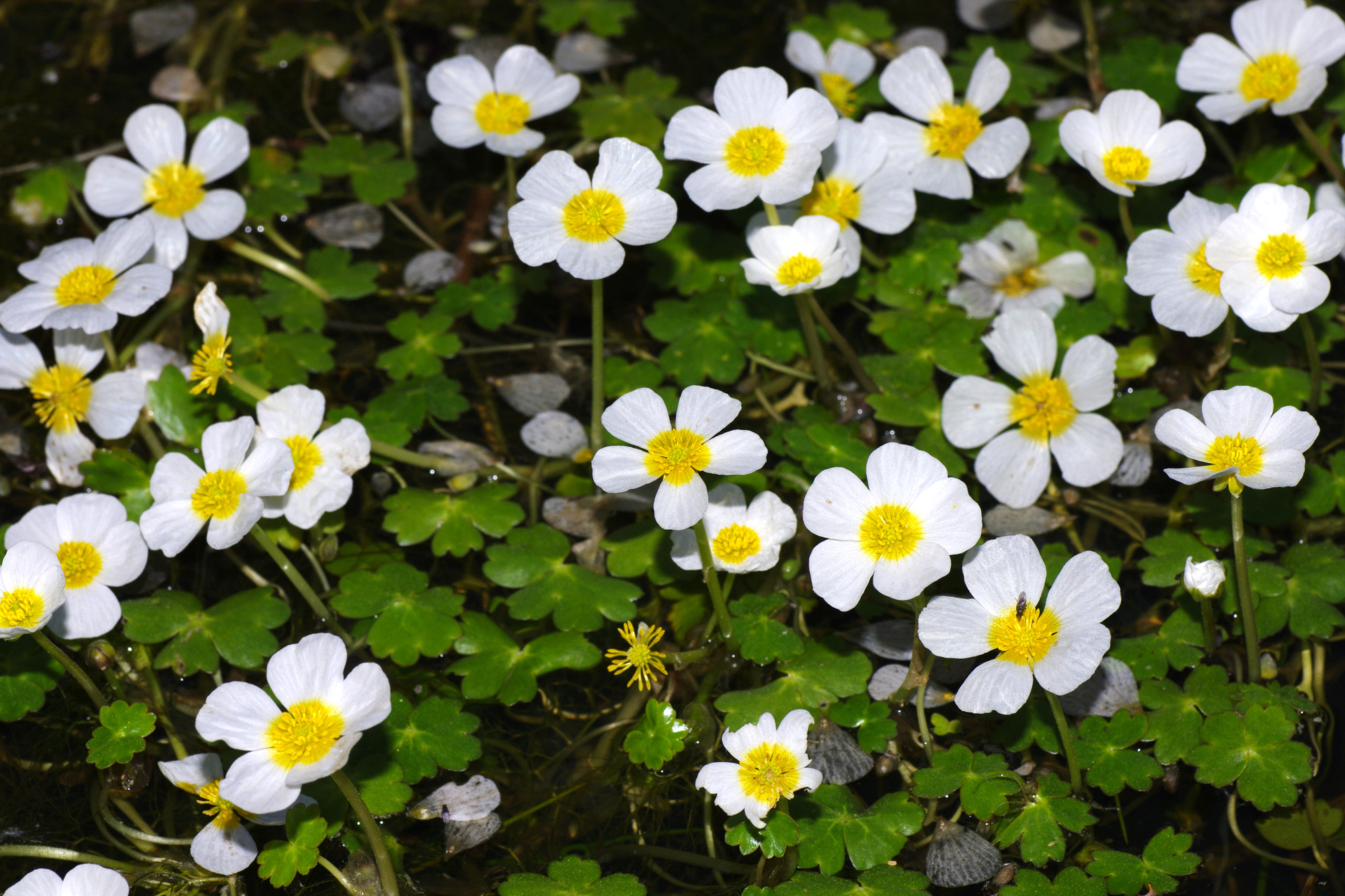
Renoncules peltées.